# 七尾市
七尾市（ななおし）は、石川県能登半島中央部にある市。富山湾、七尾湾に面し、能登島を含む。
能登地方の中心市町村で、2004年（平成16年）10月1日、市町村合併により七尾市を設置する。「七尾」の名称の由来は、七尾城のあった山（通称・城山）の7つの尾根（菊尾、亀尾、松尾、虎尾、竹尾、梅尾、龍尾）からと言われる。

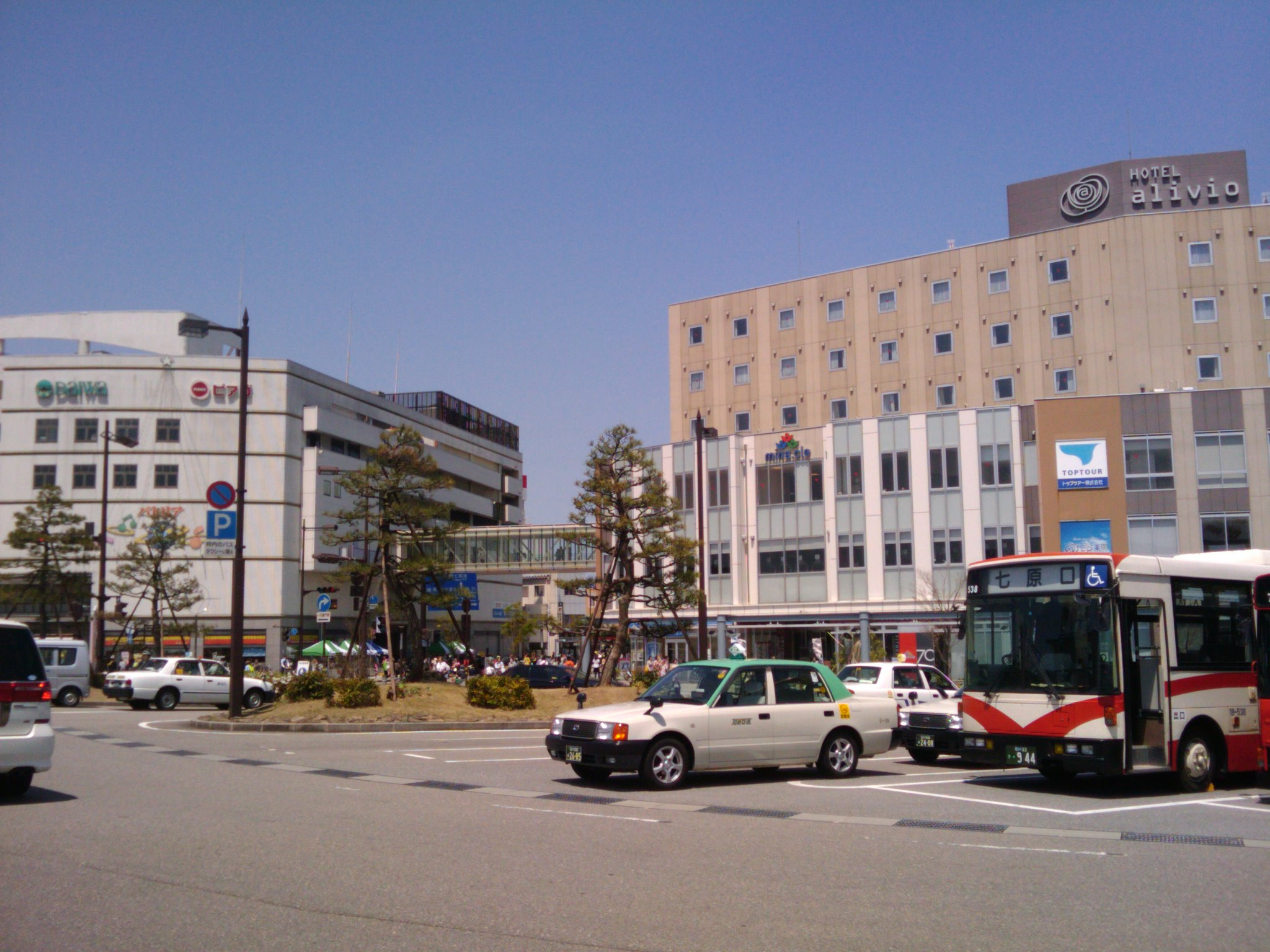
七尾駅前

## 地理

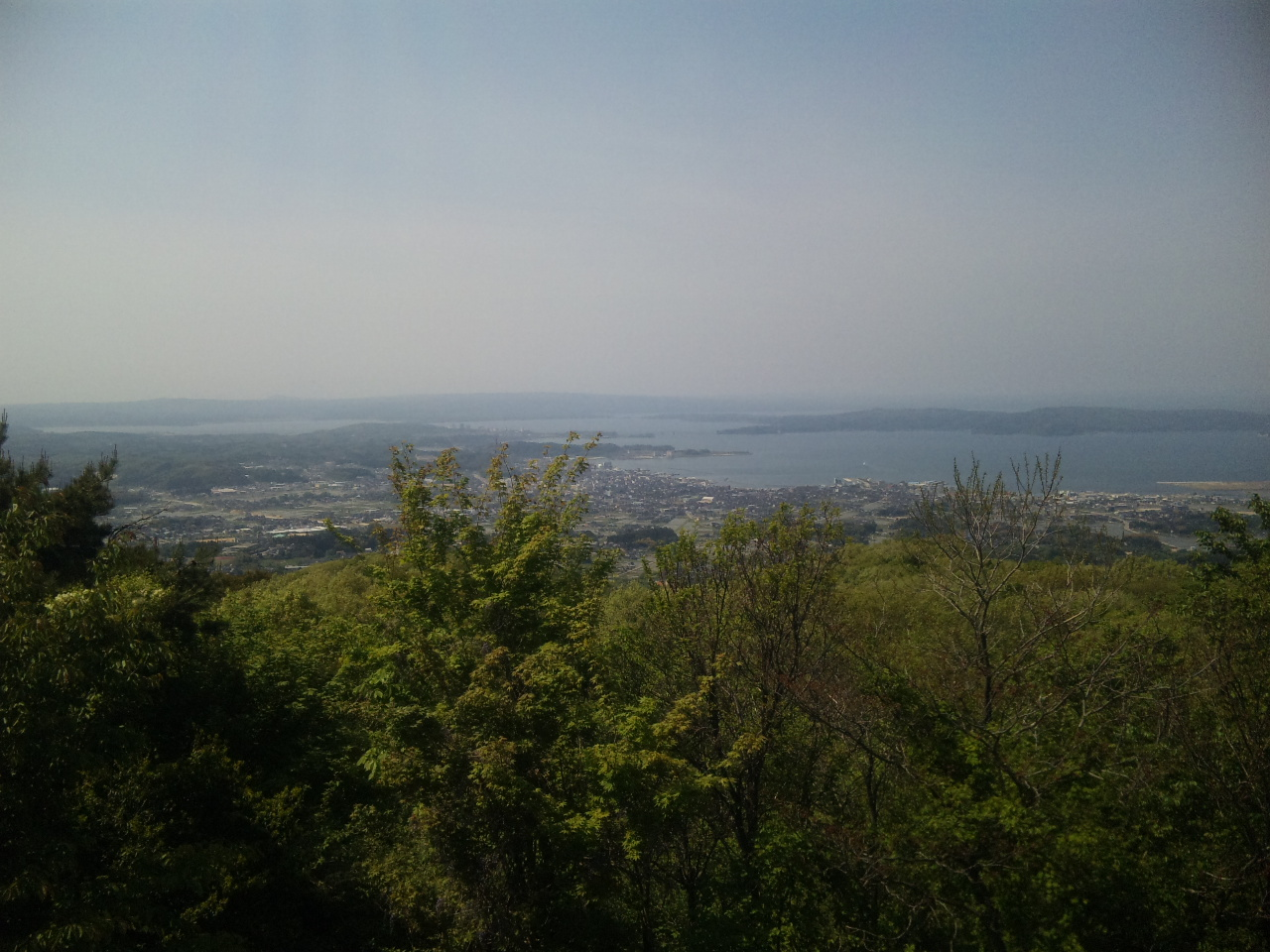
七尾市遠景（城山展望台より）

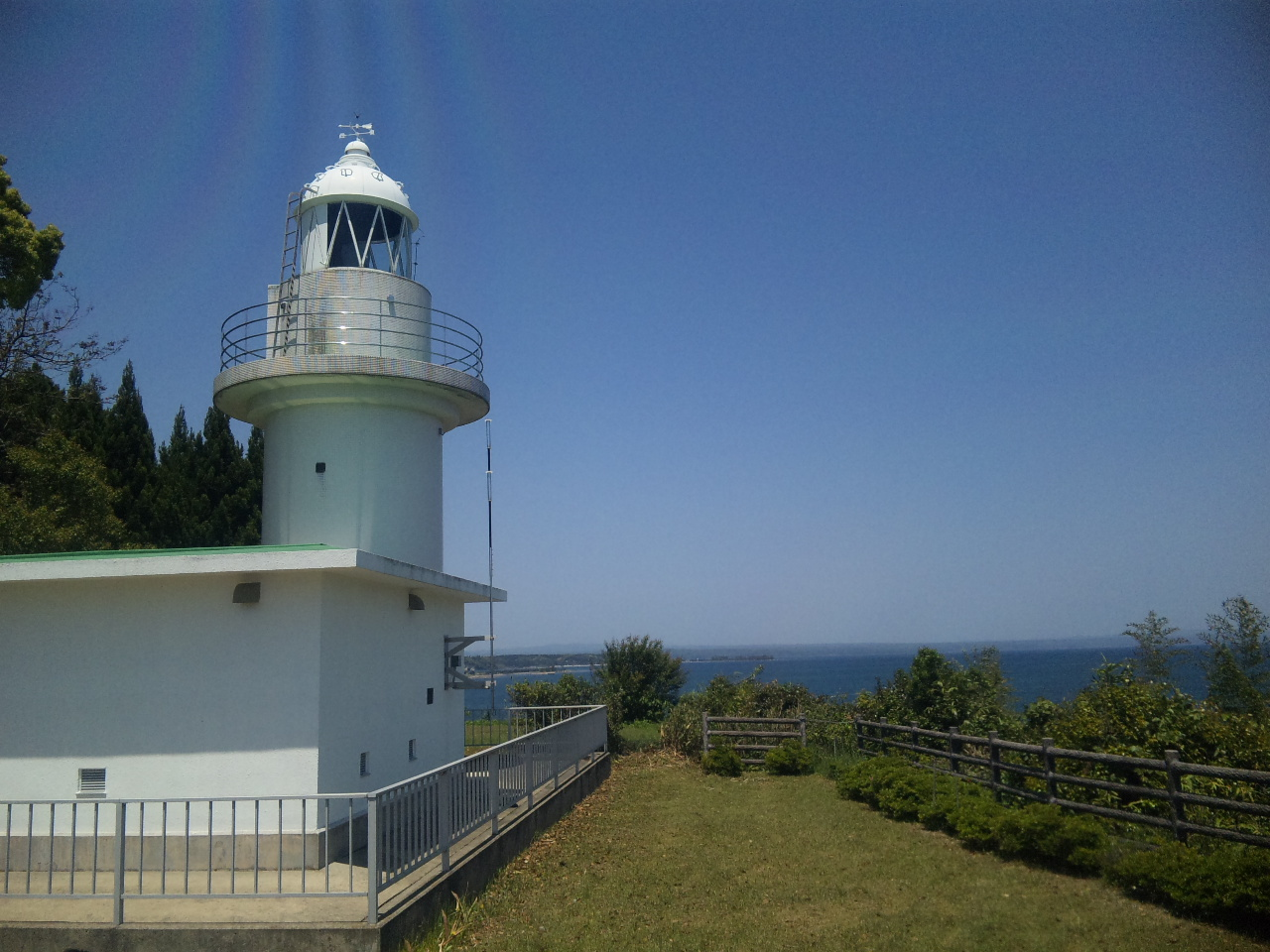
能登観音埼灯台

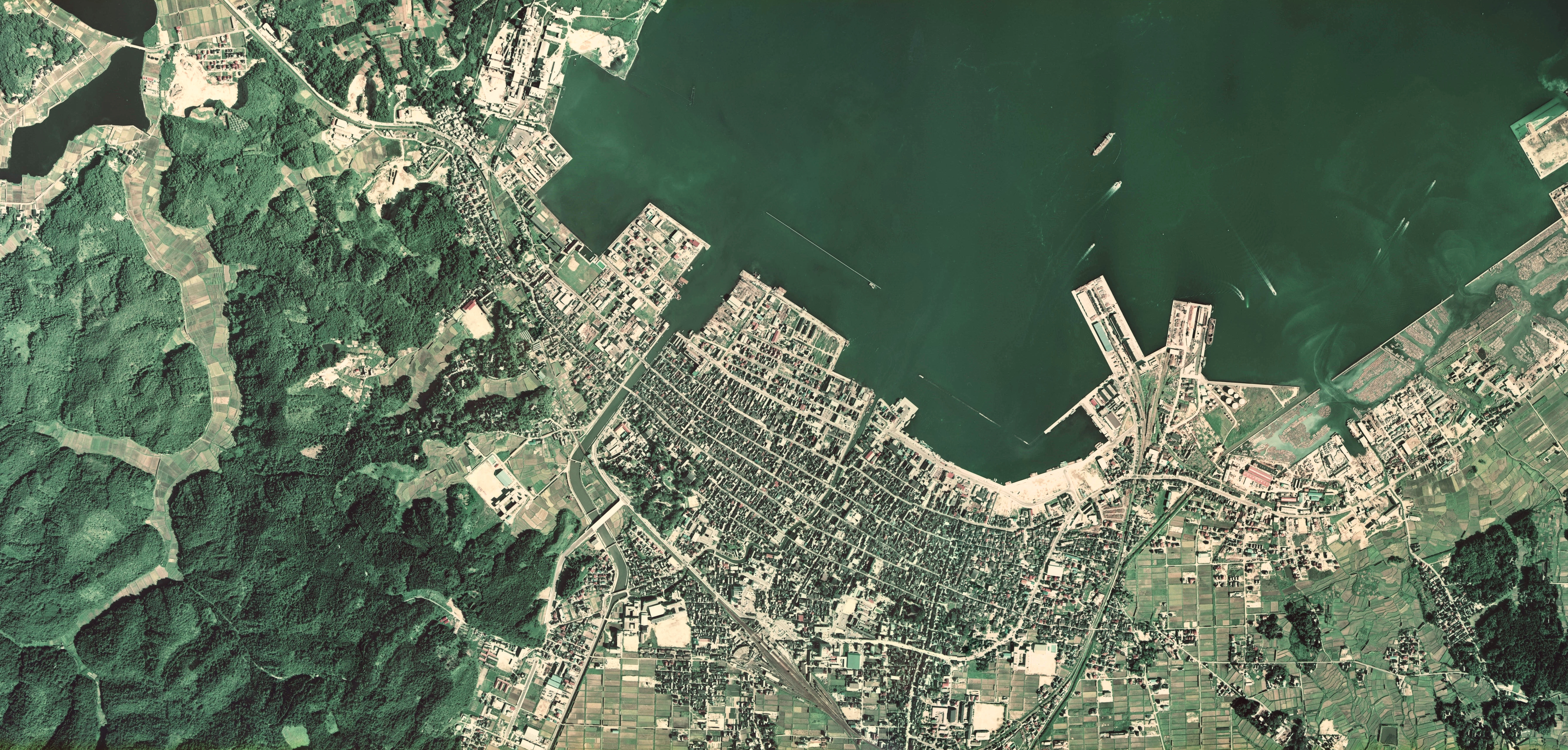
七尾市中心部周辺の空中写真。1975年撮影の4枚を合成作成。
。

合併によって、七尾湾中央部に位置する能登島町、七尾西湾の中島町、田鶴浜町の区域を市域に含み、七尾南湾を取り囲む形となった。東部は富山湾に面しており、湾に沿い北東へ伸びる崎山半島は、先端の観音崎で能登島と向き合っている。和倉温泉、赤浦温泉、赤崎温泉など温泉が多い。

### 地形
最高地点
- 蔵王山(赤坂山)(507.5m)

※石動山の方が標高は高いが、最高地点(山頂)は隣の中能登町に属する。
半島
- 崎山半島

山
- 赤蔵山（179m）、伊掛山（252m）、石動山（564m）、蔵王山(赤坂山)（507.5m）、鞍馬山（60m）、国造山（63m）、後藤山（84m）、城山（300m）、天行寺山、風吹岳（354m）、別所岳（358m）、遍照岳、虫ヶ峰（296m）、四村塚山（196.8m）

川
- 大谷川、大津川、笠師川、川尻川、河内川、熊木川、熊渕川、小坂川、小牧川、崎山川、桜川、鷹合川、高田川、鳥越川、西谷内川、日用川、二宮川、舟尾川、御祓川、八幡川、若林川

湾
- 七尾湾、富山湾

湖沼
- 赤浦潟、上堤、漆谷池、甲羅溜池、下堤

島
- 青島、鴎島、大島、雄島、カラス島、観音島、黒島、小島、コシキ島、コベ島、猿島、重蛇島、寺島、立ヶ島、種ヶ島、鱈島、机島、中島、能登島、仏島、松島、水越島、メス島、螺蠑島、嫁島

岬（鼻）
- 一本木鼻、植木鼻、浮石鼻、爼崎、榎木鼻、扇鼻、大杉崎、大立崎、大泊鼻、笠栗鼻、勝尾崎、釜崎、釜鼻、観音崎、行者鼻、小谷鼻、小泉崎、白崎、城ヶ鼻、新崎、銭鼻、ソワジ鼻、多浦鼻、竹鼻、立ヶ鼻、長者ヶ鼻、堂ノ下、通り鼻、トガ鼻、鳥ヶ鼻、ナガ崎、長島、屏風崎、屏風岬、藤吉鼻、ボロボロ鼻、牧鼻、松ヶ鼻、松鼻、マン崎、水垂鼻、宮崎、矢田新出崎、よこさ鼻、吉ヶ浦鼻、ヨノ木鼻、湾崎

### 気候
| 七尾（1991年 - 2020年）の気候      | 七尾（1991年 - 2020年）の気候 | 七尾（1991年 - 2020年）の気候 | 七尾（1991年 - 2020年）の気候 | 七尾（1991年 - 2020年）の気候 | 七尾（1991年 - 2020年）の気候 | 七尾（1991年 - 2020年）の気候 | 七尾（1991年 - 2020年）の気候 | 七尾（1991年 - 2020年）の気候 | 七尾（1991年 - 2020年）の気候 | 七尾（1991年 - 2020年）の気候 | 七尾（1991年 - 2020年）の気候 | 七尾（1991年 - 2020年）の気候 | 七尾（1991年 - 2020年）の気候 |
| 月                                 | 1月                           | 2月                           | 3月                           | 4月                           | 5月                           | 6月                           | 7月                           | 8月                           | 9月                           | 10月                          | 11月                          | 12月                          | 年                            |
| ---------------------------------- | ----------------------------- | ----------------------------- | ----------------------------- | ----------------------------- | ----------------------------- | ----------------------------- | ----------------------------- | ----------------------------- | ----------------------------- | ----------------------------- | ----------------------------- | ----------------------------- | ----------------------------- |
| 最高気温記録 °C （°F）             | 16.8 (62.2)                   | 21.9 (71.4)                   | 25.1 (77.2)                   | 30.1 (86.2)                   | 32.1 (89.8)                   | 34.3 (93.7)                   | 37.4 (99.3)                   | 38.1 (100.6)                  | 37.1 (98.8)                   | 31.9 (89.4)                   | 26.3 (79.3)                   | 22.1 (71.8)                   | 38.1 (100.6)                  |
| 平均最高気温 °C （°F）             | 6.0 (42.8)                    | 6.8 (44.2)                    | 10.6 (51.1)                   | 16.3 (61.3)                   | 21.6 (70.9)                   | 24.9 (76.8)                   | 28.8 (83.8)                   | 30.6 (87.1)                   | 26.3 (79.3)                   | 20.7 (69.3)                   | 14.8 (58.6)                   | 9.0 (48.2)                    | 18.0 (64.4)                   |
| 日平均気温 °C （°F）               | 2.7 (36.9)                    | 3.0 (37.4)                    | 5.9 (42.6)                    | 11.1 (52)                     | 16.3 (61.3)                   | 20.4 (68.7)                   | 24.5 (76.1)                   | 26.0 (78.8)                   | 22.0 (71.6)                   | 16.2 (61.2)                   | 10.5 (50.9)                   | 5.4 (41.7)                    | 13.7 (56.7)                   |
| 平均最低気温 °C （°F）             | −0.3 (31.5)                   | −0.6 (30.9)                   | 1.5 (34.7)                    | 6.2 (43.2)                    | 11.6 (52.9)                   | 16.7 (62.1)                   | 21.3 (70.3)                   | 22.5 (72.5)                   | 18.4 (65.1)                   | 12.2 (54)                     | 6.5 (43.7)                    | 2.0 (35.6)                    | 9.8 (49.6)                    |
| 最低気温記録 °C （°F）             | −8.7 (16.3)                   | −7.1 (19.2)                   | −4.9 (23.2)                   | −2.4 (27.7)                   | 2.1 (35.8)                    | 9.4 (48.9)                    | 14.2 (57.6)                   | 14.4 (57.9)                   | 8.2 (46.8)                    | 2.0 (35.6)                    | −1.0 (30.2)                   | −5.6 (21.9)                   | −8.7 (16.3)                   |
| 降水量 mm （inch）                 | 207.4 (8.165)                 | 126.3 (4.972)                 | 139.1 (5.476)                 | 126.0 (4.961)                 | 120.0 (4.724)                 | 168.5 (6.634)                 | 222.7 (8.768)                 | 183.0 (7.205)                 | 206.5 (8.13)                  | 156.7 (6.169)                 | 205.7 (8.098)                 | 255.1 (10.043)                | 2,117 (83.346)                |
| 降雪量 cm （inch）                 | 73 (28.7)                     | 54 (21.3)                     | 11 (4.3)                      | 0 (0)                         | 0 (0)                         | 0 (0)                         | 0 (0)                         | 0 (0)                         | 0 (0)                         | 0 (0)                         | 0 (0)                         | 26 (10.2)                     | 163 (64.2)                    |
| 平均降水日数 （≥1.0 mm）           | 23.0                          | 18.1                          | 16.3                          | 12.3                          | 10.4                          | 10.7                          | 12.5                          | 10.0                          | 12.2                          | 13.3                          | 17.2                          | 22.9                          | 179.0                         |
| 平均月間日照時間                   | 61.8                          | 90.5                          | 148.8                         | 196.4                         | 216.6                         | 160.9                         | 162.4                         | 213.8                         | 153.8                         | 148.4                         | 103.8                         | 63.1                          | 1,720.2                       |
| 出典1：Japan Meteorological Agency |                               |                               |                               |                               |                               |                               |                               |                               |                               |                               |                               |                               |                               |
| 出典2：気象庁                      |                               |                               |                               |                               |                               |                               |                               |                               |                               |                               |                               |                               |                               |

### 隣接自治体
石川県
- 鹿島郡中能登町
- 羽咋郡志賀町
- 鳳珠郡穴水町

富山県
- 氷見市

### 行政区
- 袖ヶ江
- 御祓
- 徳田
- 矢田郷
- 東湊
- 西湊
- 石崎
- 和倉
- 南大呑
- 北大呑
- 崎山
- 高階
- 端
- 田鶴浜
- 赤蔵
- 相馬
- 金ヶ崎
- 西岸
- 釶打
- 熊木
- 中島
- 豊川
- 笠師保
- 野崎
- 鰀目
- 向田
- 西部

## 歴史

### 概要
古代の能登国能登郡の地で、能登国府や国分寺が所在する能登国の中心部であった。さらに遡れば、能登国造が治めた土地である。全長52mの矢田高木森古墳（前方後円墳）や42メートルの矢田丸山古墳（円墳）を盟主とする矢田古墳群は能登臣一族に関わるとされる。対岸の能登島には延喜式内社伊夜比咩神社や全国でも珍しい高句麗式の石室をもつ須曽蝦夷穴古墳がある。
中世には鹿島郡となった。戦国時代には能登畠山氏が七尾城を拠点とし、7代目当主畠山義総の代には、七尾城下に壮麗な「畠山文化」が栄え全盛期を迎える。
1577年（天正5年）、上杉謙信の侵攻により畠山氏は滅ぼされ、その後織田信長に仕える前田利家が能登全域を領有した。江戸時代には一部の天領を除き前田氏の加賀藩の一部となった。

### 沿革
- 弥生時代の後期から古墳時代の前期を中心とする遺構・遺物の万行遺跡の時代（国の史跡）
- 7世紀中期（古墳時代終末期）須曽蝦夷穴古墳の時代（国の史跡）
- 718年（養老2年）5月2日 - 能登国を設置し、国府を能登郡（現在の七尾市古府町又は府中町）に置く。
- 843年（承和10年）- 能登郡（現在の七尾市国分町）に国分寺が建立される。
- 1420年代後半（正長年間）- 能登国守護の畠山満慶が七尾城を建築する。
- 1577年（天正5年）- 上杉謙信の侵攻により七尾城が陥落し、能登畠山氏が滅亡する。
- 1581年（天正9年）- 前田利家が織田信長から能登国を拝領し、七尾城主となる。
- 1582年（天正10年）- 七尾城を廃城し、所口村（現在の七尾市馬出町、所口町）に小丸山城を築城する。
- 1599年（慶長4年）- 前田利家の次男である前田利政が能登国を拝領（七尾藩の設置）する。
- 1600年（慶長5年）- 関ヶ原の戦いの責めを負い七尾藩は改易され、前田本家（加賀藩）の領地となる。
- 1689年（元禄2年）- 天領地（現在の七尾市田鶴浜町）に鳥居忠英を藩主とする能登下村藩が発足する。
- 1695年（元禄8年）5月 - 鳥居忠英が近江国水口藩に移封され能登下村藩は再び天領となる。
- 1698年（元禄11年）- 天領地に水野勝長を藩主とする西谷藩が発足する。
- 1700年（元禄13年）10月28日 - 水野勝長が下総国結城藩に移封され西谷藩は再び天領となる。
- 1871年（明治4年）
  - 7月14日 - 廃藩置県により金沢県を設置する。
  - 11月20日 - 金沢県の区域のうち、能登国及び越中国射水郡の区域を分け、その区域をもって七尾県を設置する。県庁所在地は所口村に置く。
- 1872年（明治5年）9月25日 - 七尾県を廃し、その区域を次のとおり石川県及び新川県にそれぞれ編入する。
  - 石川県に編入する区域
    - 能登国の区域

  - 新川県に編入する区域
    - 越中国射水郡の区域
- 1875年（明治8年）3月2日 - 所口村から七尾町に呼称を統一する。
- 1939年（昭和14年）7月20日 - 七尾市を設置する。
- 1941年（昭和16年）4月1日 - 初代「七尾市歌」を制定。
- 1945年（昭和20年）9月30日 - 中国人400人が警察署を襲撃[3]。
- 1947年（昭和22年）10月28日 - 昭和天皇の戦後巡幸。農業共同作業場、断熱煉瓦の工場などを視察[4]。
- 1954年（昭和29年）3月31日 - 鹿島郡北大呑村、崎山村、南大呑村及び高階村を廃し、その区域を七尾市に編入する[5]
- 1968年（昭和43年）6月17日 - 市民憲章・市花および推奨花・2代目「七尾市歌」を制定。
- 1980年（昭和55年）3月29日 - 能登半島縦貫有料道路（現・のと里山海道）開通。
- 1982年（昭和57年）4月3日 - 能登島大橋供用開始。能登島～七尾港フェリー廃止。
- 1982年（昭和57年）7月3日 - のとじま臨海公園水族館開館。
- 1991年（平成3年）- 石川県能登島ガラス美術館開館。
- 1995年（平成7年）4月28日- 石川県七尾美術館開館。
- 1999年（平成11年）3月29日 - 中能登農道橋供用開始。
- 2007年（平成19年）3月25日 - 能登半島地震発生・震度6強
- 2013年（平成25年）3月24日 - 能越道七尾大泊IC - 七尾城山IC開通。
- 2013年（平成25年）3月31日 - 能越道田鶴浜IC - 穴水IC間及びのと里山海道無料化。
- 2015年（平成27年）2月28日 - 能越自動車道灘浦IC - 七尾大泊IC間、七尾城山IC - 七尾IC間開通。
- 2024年（令和6年）1月1日 - 令和6年能登半島地震、七尾市垣吉町で震度6強[6]。

### 行政地区の変遷
- 1939年（昭和14年）7月20日 - 鹿島郡七尾町、東湊村、矢田郷村、徳田村、西湊村及び石崎村を廃し、鹿島郡七尾町、東湊村、矢田郷村、徳田村、西湊村、石崎村及び和倉町字奥原及び字和倉の区域をもって七尾市を設置する。
- 1954年（昭和29年）3月31日 - 鹿島郡北大呑村、南大呑村、崎山村及び高階村を廃し、その区域を七尾市に編入する。
- 2004年（平成16年）10月1日 - 七尾市、鹿島郡田鶴浜町、中島町及び能登島町を廃し、その区域をもって七尾市を設置する。

明治以降の七尾市の区域の流れ
| 1889以前     | 1889年4月1日 | 1889年4月1日 | 1889 - 1945 | 1889 - 1945 | 1889 - 1945 | 1945 - 1954 | 1945 - 1954 | 1945 - 1954 | 1954 - 2004 | 1954 - 2004 | 1954 - 2004 | 2004 - |
| ------------ | ------------ | ------------ | ----------- | ----------- | ----------- | ----------- | ----------- | ----------- | ----------- | ----------- | ----------- | ------ |
| 町村制未施行 | 鹿島郡       | 七尾町       | 鹿島郡      | 七尾町      | 七尾市      | 七尾市      | 七尾市      | 七尾市      | 七尾市      | 七尾市      | 七尾市      | 七尾市 |
| 町村制未施行 | 鹿島郡       | 東湊村       | 鹿島郡      | 東湊村      | 七尾市      | 七尾市      | 七尾市      | 七尾市      | 七尾市      | 七尾市      | 七尾市      | 七尾市 |
| 町村制未施行 | 鹿島郡       | 矢田郷村     | 鹿島郡      | 矢田郷村    | 七尾市      | 七尾市      | 七尾市      | 七尾市      | 七尾市      | 七尾市      | 七尾市      | 七尾市 |
| 町村制未施行 | 鹿島郡       | 徳田村       | 鹿島郡      | 徳田村      | 七尾市      | 七尾市      | 七尾市      | 七尾市      | 七尾市      | 七尾市      | 七尾市      | 七尾市 |
| 町村制未施行 | 鹿島郡       | 西湊村       | 鹿島郡      | 西湊村      | 七尾市      | 七尾市      | 七尾市      | 七尾市      | 七尾市      | 七尾市      | 七尾市      | 七尾市 |
| 町村制未施行 | 鹿島郡       | 石崎村       | 鹿島郡      | 石崎村      | 七尾市      | 七尾市      | 七尾市      | 七尾市      | 七尾市      | 七尾市      | 七尾市      | 七尾市 |
| 町村制未施行 | 鹿島郡       | 北大呑村     | 鹿島郡      | 北大呑村    | 北大呑村    | 鹿島郡      | 北大呑村    | 七尾市      | 七尾市      | 七尾市      | 七尾市      | 七尾市 |
| 町村制未施行 | 鹿島郡       | 南大呑村     | 鹿島郡      | 南大呑村    | 南大呑村    | 鹿島郡      | 南大呑村    | 七尾市      | 七尾市      | 七尾市      | 七尾市      | 七尾市 |
| 町村制未施行 | 鹿島郡       | 崎山村       | 鹿島郡      | 崎山村      | 崎山村      | 鹿島郡      | 崎山村      | 七尾市      | 七尾市      | 七尾市      | 七尾市      | 七尾市 |
| 町村制未施行 | 鹿島郡       | 高階村       | 鹿島郡      | 高階村      | 高階村      | 鹿島郡      | 高階村      | 七尾市      | 七尾市      | 七尾市      | 七尾市      | 七尾市 |
| 町村制未施行 | 鹿島郡       | 中島村       | 鹿島郡      | 中島村      | 中島村      | 鹿島郡      | 中島村      | 中島町      | 鹿島郡      | 中島町      | 中島町      | 七尾市 |
| 町村制未施行 | 鹿島郡       | 笠師保村     | 鹿島郡      | 笠師保村    | 笠師保村    | 鹿島郡      | 笠師保村    | 中島町      | 鹿島郡      | 中島町      | 中島町      | 七尾市 |
| 町村制未施行 | 鹿島郡       | 豊川村       | 鹿島郡      | 豊川村      | 豊川村      | 鹿島郡      | 豊川村      | 中島町      | 鹿島郡      | 中島町      | 中島町      | 七尾市 |
| 町村制未施行 | 鹿島郡       | 熊木村       | 鹿島郡      | 熊木村      | 熊木村      | 鹿島郡      | 熊木村      | 中島町      | 鹿島郡      | 中島町      | 中島町      | 七尾市 |
| 町村制未施行 | 鹿島郡       | 西岸村       | 鹿島郡      | 西岸村      | 西岸村      | 鹿島郡      | 西岸村      | 中島町      | 鹿島郡      | 中島町      | 中島町      | 七尾市 |
| 町村制未施行 | 羽咋郡       | 釶打村       | 羽咋郡      | 釶打村      | 釶打村      | 鹿島郡      | 釶打村      | 中島町      | 鹿島郡      | 中島町      | 中島町      | 七尾市 |
| 町村制未施行 | 鹿島郡       | 東島村       | 鹿島郡      | 東島村      | 東島村      | 鹿島郡      | 東島村      | 東島村      | 鹿島郡      | 東島村      | 能登島町    | 七尾市 |
| 町村制未施行 | 鹿島郡       | 中乃島村     | 鹿島郡      | 中乃島村    | 中乃島村    | 鹿島郡      | 中乃島村    | 中乃島村    | 鹿島郡      | 中乃島村    | 能登島町    | 七尾市 |
| 町村制未施行 | 鹿島郡       | 西島村       | 鹿島郡      | 西島村      | 西島村      | 鹿島郡      | 西島村      | 西島村      | 鹿島郡      | 西島村      | 能登島町    | 七尾市 |
| 町村制未施行 | 鹿島郡       | 田鶴浜村     | 鹿島郡      | 和倉町      | 田鶴浜町    | 鹿島郡      | 田鶴浜町    | 田鶴浜町    | 鹿島郡      | 田鶴浜町    | 田鶴浜町    | 七尾市 |
| 町村制未施行 | 鹿島郡       | 端村         | 鹿島郡      | 和倉町      | 田鶴浜町    | 鹿島郡      | 田鶴浜町    | 田鶴浜町    | 鹿島郡      | 田鶴浜町    | 田鶴浜町    | 七尾市 |
| 町村制未施行 | 鹿島郡       | 赤蔵村       | 鹿島郡      | 和倉町      | 田鶴浜町    | 鹿島郡      | 田鶴浜町    | 田鶴浜町    | 鹿島郡      | 田鶴浜町    | 田鶴浜町    | 七尾市 |
| 町村制未施行 | 鹿島郡       | 金ヶ崎村     | 鹿島郡      | 金ヶ崎村    | 金ヶ崎村    | 鹿島郡      | 金ヶ崎村    | 田鶴浜町    | 鹿島郡      | 田鶴浜町    | 田鶴浜町    | 七尾市 |
| 町村制未施行 | 鹿島郡       | 相馬村       | 鹿島郡      | 相馬村      | 相馬村      | 鹿島郡      | 相馬村      | 田鶴浜町    | 鹿島郡      | 田鶴浜町    | 田鶴浜町    | 七尾市 |

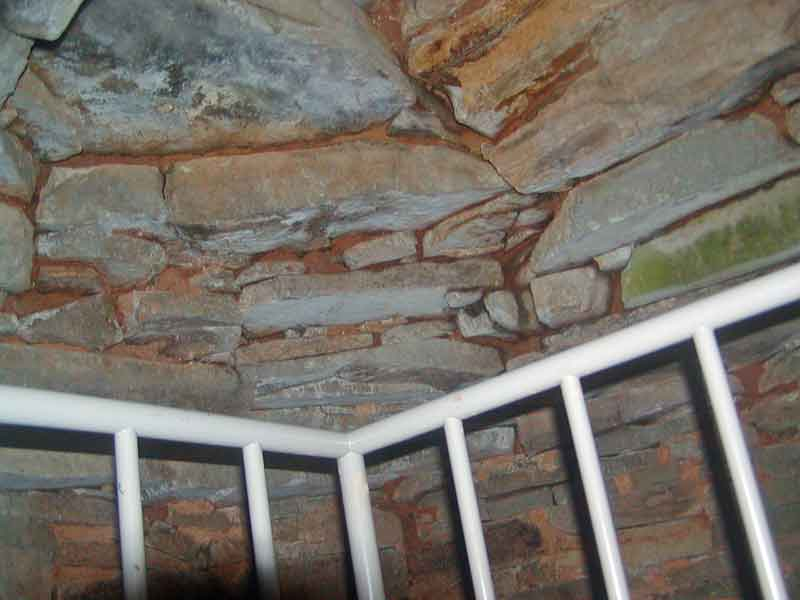
須曽蝦夷穴古墳
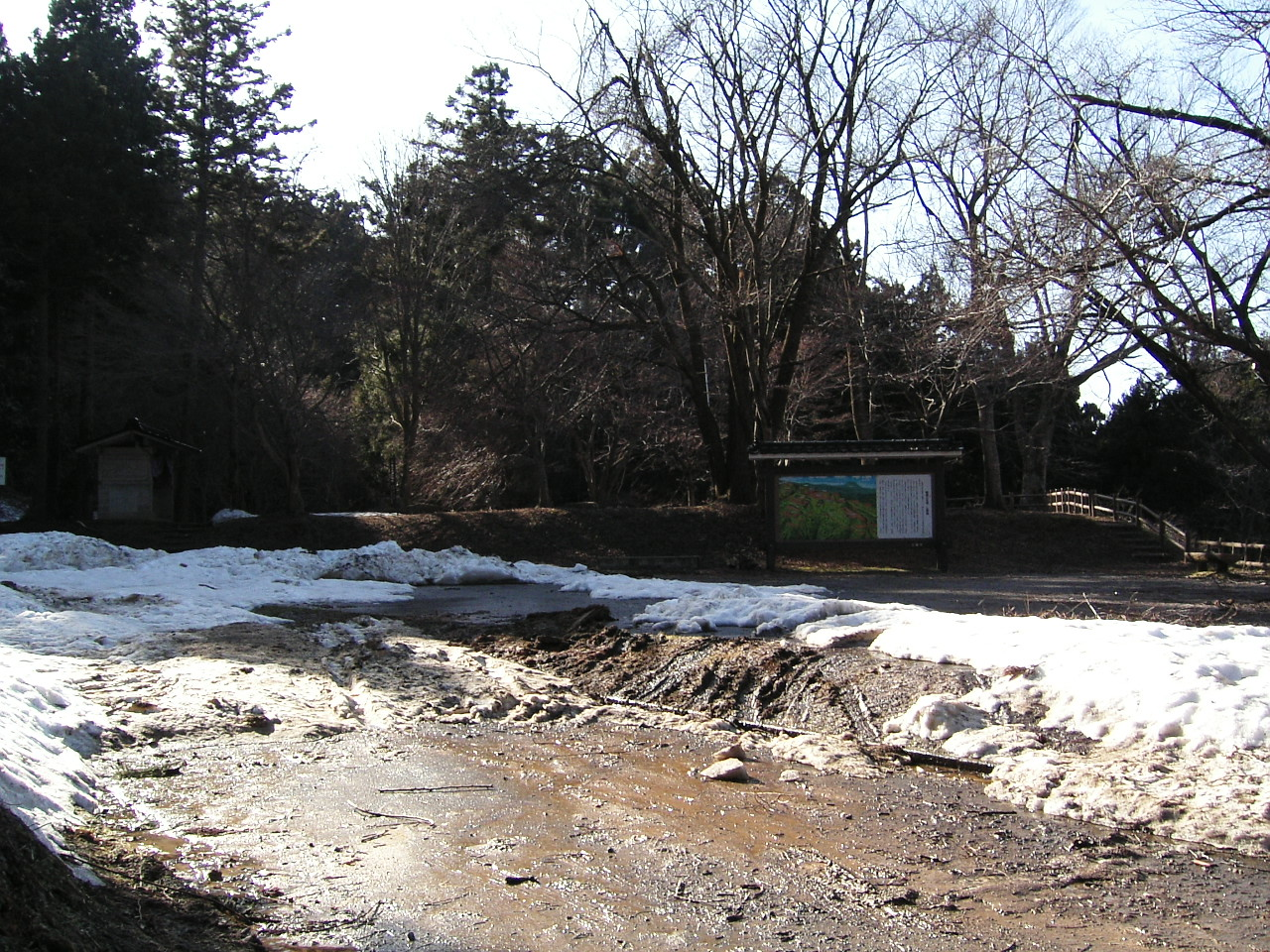
七尾城址（城山公園）
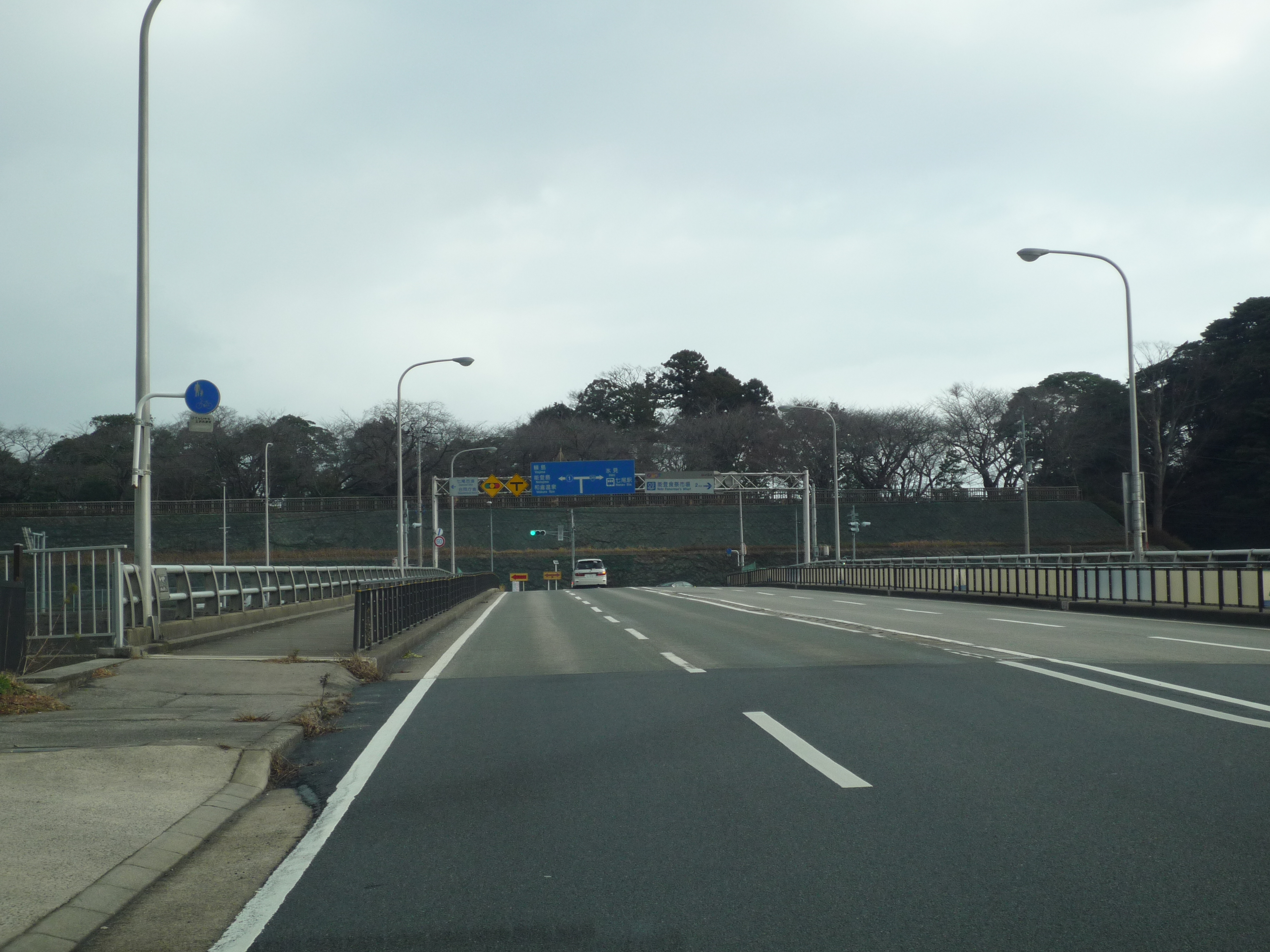
小丸山城址（小丸山公園）
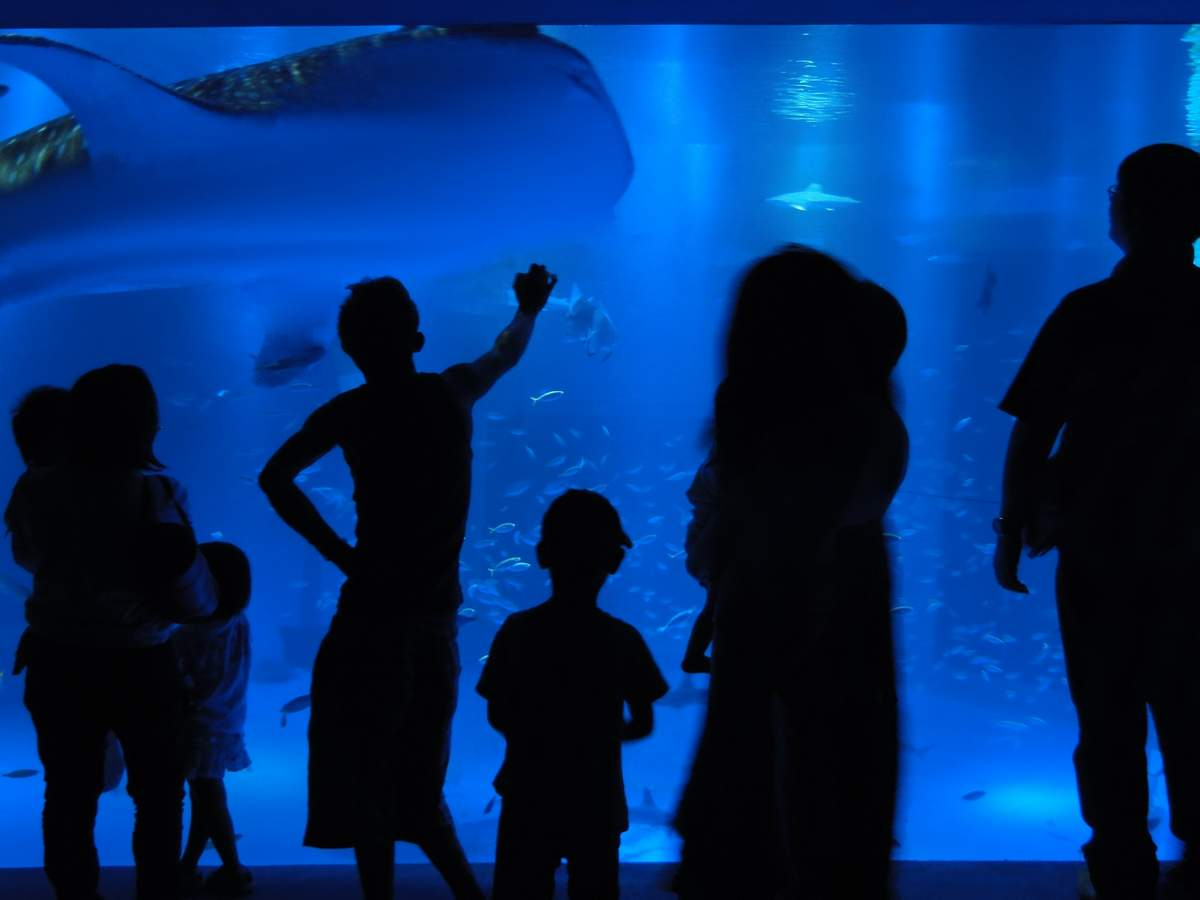
ジンベイザメ館（のとじま臨海公園水族館）

## 人口
人口
- 51,113人（2021年（令和3年）1月31日現在）
- 男 - 24,297人 女 - 26,816人[7]

世帯数
- 21,944世帯（2021年（令和3年）1月31日現在）[7]

| |                                        |  |
| 七尾市と全国の年齢別人口分布（2005年） | 七尾市の年齢・男女別人口分布（2005年） |  |
| ■紫色 ― 七尾市 ■緑色 ― 日本全国 | ■青色 ― 男性 ■赤色 ― 女性              |  |
| 七尾市（に相当する地域）の人口の推移 \| 1970年（昭和45年） \| 68,303人 \| \| \| 1975年（昭和50年） \| 69,567人 \| \| \| 1980年（昭和55年） \| 69,945人 \| \| \| 1985年（昭和60年） \| 69,915人 \| \| \| 1990年（平成2年） \| 68,692人 \| \| \| 1995年（平成7年） \| 67,368人 \| \| \| 2000年（平成12年） \| 63,963人 \| \| \| 2005年（平成17年） \| 61,871人 \| \| \| 2010年（平成22年） \| 57,900人 \| \| \| 2015年（平成27年） \| 55,325人 \| \| \| 2020年（令和2年） \| 50,300人 \| \| |                                        |  |
| 総務省統計局 国勢調査より |                                        |  |
| 1970年（昭和45年） | 68,303人                               |  |
| 1975年（昭和50年） | 69,567人                               |  |
| 1980年（昭和55年） | 69,945人                               |  |
| 1985年（昭和60年） | 69,915人                               |  |
| 1990年（平成2年） | 68,692人                               |  |
| 1995年（平成7年） | 67,368人                               |  |
| 2000年（平成12年） | 63,963人                               |  |
| 2005年（平成17年） | 61,871人                               |  |
| 2010年（平成22年） | 57,900人                               |  |
| 2015年（平成27年） | 55,325人                               |  |
| 2020年（令和2年） | 50,300人                               |  |

## 行政

### 市長
- 市長：茶谷義隆

| 歴代七尾市長（1939年ー2004年） | 歴代七尾市長（1939年ー2004年） | 歴代七尾市長（1939年ー2004年） | 歴代七尾市長（1939年ー2004年） | 歴代七尾市長（1939年ー2004年） | 歴代七尾市長（1939年ー2004年） |
| 代                             | 人                             | 氏名                           | 就任                           | 退任                           | 備考                           |
| ------------------------------ | ------------------------------ | ------------------------------ | ------------------------------ | ------------------------------ | ------------------------------ |
|                                |                                | 岡軌丸                         | 1939年（昭和14年）7月20日      | 1939年（昭和14年）9月18日      | 職務管掌                       |
| 1                              | 1                              | 清水豊吉                       | 1939年（昭和14年）9月16日      | 1943年（昭和18年）9月15日      |                                |
| 2                              | 2                              | 松川長康                       | 1943年（昭和18年）9月16日      | 1946年（昭和21年）10月30日     |                                |
| 3                              | 3                              | 神野亮二                       | 1947年（昭和22年）4月5日       | 1951年（昭和26年）4月4日       |                                |
| 4                              | 3                              | 神野亮二                       | 1951年（昭和26年）5月8日       | 1955年（昭和30年）4月9日       |                                |
| 5                              | 4                              | 上坂鵬太郎                     | 1955年（昭和30年）4月30日      | 1959年（昭和34年）4月29日      |                                |
| 6                              | 5                              | 邦友外三                       | 1959年（昭和34年）4月30日      | 1963年（昭和38年）4月29日      |                                |
| 7                              | 6                              | 守成一                         | 1963年（昭和38年）4月30日      | 1967年（昭和42年）4月29日      |                                |
| 8                              | 7                              | 青木重治                       | 1967年（昭和42年）4月30日      | 1971年（昭和46年）4月29日      |                                |
| 9                              | 7                              | 青木重治                       | 1971年（昭和46年）4月30日      | 1975年（昭和50年）4月29日      |                                |
| 10                             | 8                              | 守友友範                       | 1975年（昭和50年）4月30日      | 1979年（昭和54年）4月29日      |                                |
| 11                             | 8                              | 守友友範                       | 1979年（昭和54年）4月30日      | 1983年（昭和58年）4月29日      |                                |
| 12                             | 8                              | 守友友範                       | 1983年（昭和58年）4月30日      | 1985年（昭和60年）10月5日      | 在職中死去                     |
| 13                             | 9                              | 石垣宏                         | 1985年（昭和60年）11月23日     | 1989年（平成元年）11月22日     |                                |
| 14                             | 9                              | 石垣宏                         | 1989年（平成元年）11月23日     | 1993年（平成5年）11月22日      |                                |
| 15                             | 9                              | 石垣宏                         | 1993年（平成5年）11月23日      | 1997年（平成9年）11月22日      |                                |
| 16                             | 9                              | 石垣宏                         | 1997年（平成9年）11月23日      | 2001年（平成13年）11月22日     |                                |
| 17                             | 10                             | 武元文平                       | 2001年（平成13年）11月23日     | 2004年（平成16年）9月30日      |                                |
| 歴代七尾市長（2004年ー）       |                                |                                |                                |                                |                                |
| 代                             | 人                             | 氏名                           | 就任                           | 退任                           | 備考                           |
|                                |                                | 辻口昇                         | 2004年（平成16年）10月1日      | 2004年（平成16年）11月6日      | 市長職務執行者、旧中島町長     |
| 1                              | 1                              | 武元文平                       | 2004年（平成16年）11月7日      | 2008年（平成20年）11月6日      |                                |
| 2                              | 1                              | 武元文平                       | 2008年（平成20年）11月7日      | 2012年（平成24年）11月6日      |                                |
| 3                              | 2                              | 不嶋豊和                       | 2012年（平成24年）11月7日      | 2016年（平成28年）11月6日      |                                |
| 4                              | 2                              | 不嶋豊和                       | 2016年（平成28年）11月7日      | 2020年（令和2年）11月6日       |                                |
| 5                              | 3                              | 茶谷義隆                       | 2020年（令和2年）11月7日       | 2024年（令和6年）11月7日       |                                |
| 6                              | 3                              | 茶谷義隆                       | 2024年（令和6年）11月7日       | 現職                           |                                |

### 市役所
- 七尾市役所
  - 七尾市袖ヶ江町イ部25番地

### 市長選挙
歴代市長選結果
| 回      | 選挙執行日                 | 投票率 （%） | 候補者     | 得票数 |
| ------- | -------------------------- | ------------ | ---------- | ------ |
| 1       | 1947年（昭和22年）4月5日   |              | 神野亮二   | 6,848  |
| 1       | 1947年（昭和22年）4月5日   | 三井耕作     | 4,744      |        |
| 1       | 1947年（昭和22年）4月5日   | 邦友外三     | 3,448      |        |
| 2       | 1951年（昭和26年）4月23日  | 94.6         | 神野亮二   | 7,129  |
| 2       | 1951年（昭和26年）4月23日  | 94.6         | 邦友外三   | 6,596  |
| 2       | 1951年（昭和26年）4月23日  | 94.6         | 三井耕作   | 6,315  |
| 再選挙  | 1951年（昭和26年）5月8日   |              | 神野亮二   | 8,841  |
| 再選挙  | 1951年（昭和26年）5月8日   | 邦友外三     | 8,789      |        |
| 3       | 1955年（昭和30年）4月30日  | 92.0         | 上坂鵬太郎 | 12,920 |
| 3       | 1955年（昭和30年）4月30日  | 92.0         | 神野正隣   | 12,228 |
| 3       | 1955年（昭和30年）4月30日  | 92.0         | 多村繁雄   | 269    |
| 4       | 1959年（昭和34年）4月30日  | 91.63        | 邦友外三   | 15,224 |
| 4       | 1959年（昭和34年）4月30日  | 91.63        | 上坂鵬太郎 | 11,080 |
| 5       | 1963年（昭和38年）4月27日  | 86.23        | 守成一     | 13,056 |
| 5       | 1963年（昭和38年）4月27日  | 86.23        | 春木秀夫   | 12,923 |
| 5       | 1963年（昭和38年）4月27日  | 86.23        | 八十島敏雄 | 1,585  |
| 6       | 1967年（昭和42年）4月30日  | 88.37        | 青木重治   | 14,357 |
| 6       | 1967年（昭和42年）4月30日  | 88.37        | 守成一     | 12,464 |
| 7       | 1971年（昭和46年）4月25日  | 94.64        | 青木重治   | 15,328 |
| 7       | 1971年（昭和46年）4月25日  | 94.64        | 春木秀夫   | 15,064 |
| 8       | 1975年（昭和50年）4月27日  | 94.10        | 守友友範   | 17,094 |
| 8       | 1975年（昭和50年）4月27日  | 94.10        | 青木重治   | 14,530 |
| 9       | 1979年（昭和54年）4月13日  | /            | 守友友範   | 無投票 |
| 10      | 1983年（昭和58年）4月24日  | 93.81        | 守友友範   | 19,050 |
| 10      | 1983年（昭和58年）4月24日  | 93.81        | 上坂英雄   | 13,941 |
| 11      | 1985年（昭和60年）11月23日 | 89.64        | 石垣宏     | 15,579 |
| 11      | 1985年（昭和60年）11月23日 | 89.64        | 大根音松   | 10,140 |
| 11      | 1985年（昭和60年）11月23日 | 89.64        | 笠師昇     | 6,158  |
| 12      | 1989年（平成元年）10月20日 | /            | 石垣宏     | 無投票 |
| 13      | 1993年（平成5年）10月18日  | /            | 石垣宏     | 無投票 |
| 14      | 1997年（平成9年）10月26日  | 63.17        | 石垣宏     | 15,537 |
| 14      | 1997年（平成9年）10月26日  | 63.17        | 山崎憲三   | 5,047  |
| 14      | 1997年（平成9年）10月26日  | 63.17        | 黒崎清則   | 2,897  |
| 15      | 2001年（平成13年）10月28日 | 78.92        | 武元文平   | 18,338 |
| 15      | 2001年（平成13年）10月28日 | 78.92        | 石垣宏     | 11,285 |
| 16（1） | 2004年（平成16年）11月7日  | 78.12        | 武元文平   | 24,750 |
| 16（1） | 2004年（平成16年）11月7日  | 78.12        | 中村康夫   | 15,399 |
| 17（2） | 2008年（平成20年）10月26日 | 71.30        | 武元文平   | 20,667 |
| 17（2） | 2008年（平成20年）10月26日 | 71.30        | 政浦幸太郎 | 14,289 |
| 18（3） | 2012年（平成24年）10月28日 | 61.63        | 不嶋豊和   | 16,763 |
| 18（3） | 2012年（平成24年）10月28日 | 61.63        | 西川栄紀   | 6,201  |
| 18（3） | 2012年（平成24年）10月28日 | 61.63        | 坂井助光   | 6,098  |
| 19（4） | 2016年（平成28年）10月16日 | /            | 不嶋豊和   | 無投票 |
| 20（5） | 2020年（令和2年）10月25日  | 63.44        | 茶谷義隆   | 11,574 |
| 20（5） | 2020年（令和2年）10月25日  | 63.44        | 不嶋豊和   | 10,762 |
| 20（5） | 2020年（令和2年）10月25日  | 63.44        | 森山外志夫 | 5,301  |
| 21（6） | 2024年（令和6年）10月27日  | 65.73        | 茶谷義隆   | 13,800 |
| 21（6） | 2024年（令和6年）10月27日  | 65.73        | 木戸奈緒美 | 12,353 |

### 不祥事
2009年、市発注の土木工事などに絡み、業者から現金100万円を受け取ったとして、副市長が収賄容疑で逮捕された。

## 議会

### 石川県議会
- 選挙区：七尾市選挙区
- 定数：2人
- 任期：2019年4月30日 - 2023年4月29日
- 投票日：2019年4月7日
- 当日有権者数：45,005人
- 投票率：58.80％

| 候補者名   | 当落 | 年齢 | 党派名     | 新旧別 | 得票数  |
| ---------- | ---- | ---- | ---------- | ------ | ------- |
| 清水真一路 | 当   | 41   | 無所属     | 新     | 9,704票 |
| 和田内幸三 | 当   | 71   | 自由民主党 | 現     | 9,561票 |
| 高橋正浩   | 落   | 44   | 自由民主党 | 現     | 6,953票 |

### 衆議院
- 選挙区：石川3区 （七尾市、輪島市、珠洲市、羽咋市、かほく市、津幡町、内灘町、志賀町、宝達志水町、中能登町、穴水町、能登町）
- 任期：2024年10月27日 - 2028年10月26日
- 投票日：2024年10月27日
- 当日有権者数：230,800人
- 投票率：62.50％

| 当落 | 候補者名 | 年齢 | 所属党派   | 新旧別 | 得票数   | 重複 |
| ---- | -------- | ---- | ---------- | ------ | -------- | ---- |
| 当   | 近藤和也 | 50   | 立憲民主党 | 前     | 77,247票 | ○    |
| 比当 | 西田昭二 | 55   | 自由民主党 | 前     | 61,308票 | ○    |
|      | 南章治   | 69   | 日本共産党 | 新     | 3,438票  |      |

## 公共機関

### 警察
- 石川県警察七尾警察署

交番（3）
- 七尾駅前交番
- 三島交番
- 和倉交番

駐在所（12）
- 徳田駐在所
- 三室駐在所
- 庵駐在所
- 花園駐在所
- 石崎駐在所
- 相馬駐在所
- 田鶴浜駐在所
- 西岸駐在所
- 藤瀬駐在所
- 中島駐在所
- 塩津駐在所
- 能登島駐在所

### 消防
- 七尾鹿島消防本部

消防署（2）
- 七尾消防署
- 和倉消防署

分署・分遣所（3）
- 中島分遣所
- 能登島分遣所
- 灘浦分遣所

### 医療
独立行政法人
- 国立病院機構七尾病院

公立
- 公立能登総合病院

医療法人
- 恵寿総合病院

### 上水道
公共上水道
- 七尾市上下水道課

### 下水道
公共下水道（特定環境保全公共下水道）
- 七尾処理区
- 和倉処理区
- 長浦処理区
- 中島処理区
- 田鶴浜処理区
- 能登島処理区

### 廃棄物処理
- 七尾市環境課

### 郵便
郵便番号

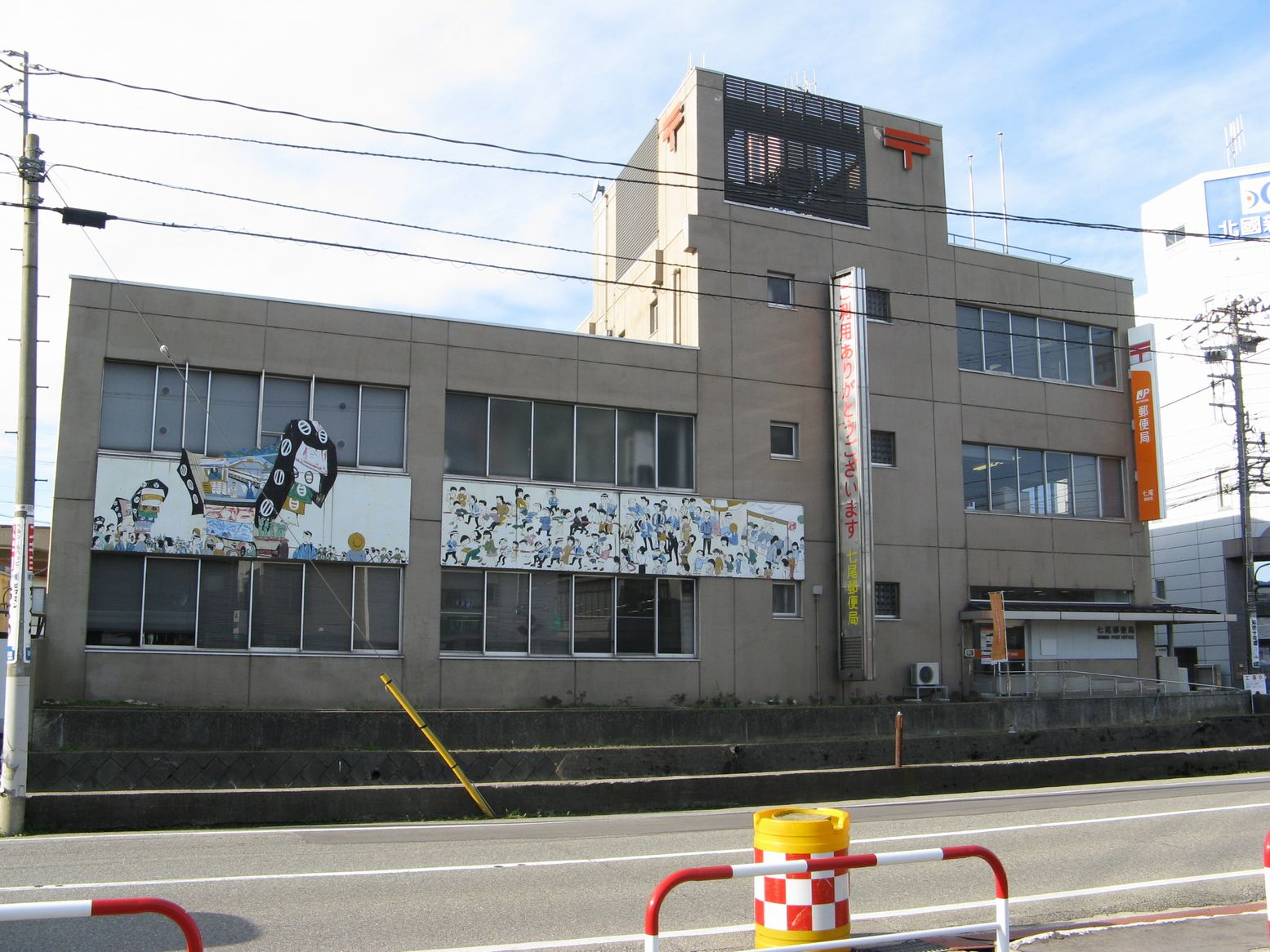
七尾郵便局

- 926-00・01・02・03・08（旧七尾市・能登島町域）
- 929-21・22（旧田鶴浜町・中島町域）

郵便局（35）
- 石崎郵便局
- 庵簡易郵便局
- 伊久留簡易郵便局
- 後畠簡易郵便局
- えの目郵便局
- 笠師保郵便局
- 金ヶ崎簡易郵便局
- 北大呑簡易郵便局
- 崎山郵便局
- 佐々波郵便局
- 田鶴浜郵便局
- 徳田郵便局
- 徳田駅前簡易郵便局
- 豊川郵便局
- 中島郵便局
- 七尾郵便局
- 七尾大田郵便局
- 七尾津向簡易郵便局
- 七尾藤橋町郵便局
- 七尾府中郵便局
- 七尾松本郵便局
- 七尾満仁郵便局
- 七尾矢田郵便局
- 七尾矢田新郵便局
- 西岸郵便局
- 西島郵便局
- 釶打郵便局
- 能登島郵便局
- 東島簡易郵便局
- 万行簡易郵便局
- 南大呑郵便局
- 南ヶ丘簡易郵便局
- 三室簡易郵便局
- 八幡簡易郵便局
- 和倉温泉郵便局

出張所
- 金沢支店パトリア内出張所

### 国の行政機関
- 法務省
  - 名古屋矯正管区
    - 金沢刑務所
      - 七尾拘置支所（馬出町）

  - 金沢地方法務局
    - 七尾支局（七尾西湊合同庁舎）

  - 金沢保護観察所
    - 七尾駐在官事務所（七尾法務総合庁舎）

  - 金沢地方検察庁
    - 七尾支部（七尾法務総合庁舎）

  - 七尾区検察庁（七尾法務総合庁舎）
- 財務省
  - 大阪税関
    - 金沢税関支署
      - 七尾出張所（七尾港湾合同庁舎）
- 国税庁
  - 金沢国税局
    - 七尾税務署（七尾西湊合同庁舎）
- 厚生労働省
  - 石川労働局
    - 七尾労働基準監督署（七尾地方合同庁舎）
    - 七尾公共職業安定所（七尾地方合同庁舎）
- 国土交通省
  - 北陸地方整備局
    - 金沢河川国道事務所
      - 能登国道維持出張所（千野町）

    - 金沢港湾・空港整備事務所
      - 七尾港出張所（七尾港湾合同庁舎）

  - 北陸信越運輸局
    - 石川運輸支局
      - 七尾庁舎（七尾港湾合同庁舎）
- 海上保安庁
  - 第九管区海上保安本部
    - 七尾海上保安部（七尾港湾合同庁舎）
- 防衛省
  - 自衛隊石川地方協力本部
    - 七尾出張所（七尾地方合同庁舎）

### 司法機関
- 裁判所
  - 金沢地方裁判所
    - 七尾支部（馬出町）

  - 金沢家庭裁判所
    - 七尾支部（馬出町）

  - 七尾簡易裁判所（馬出町）
- 検察審査会
  - 七尾検察審査会（馬出町）

## 教育

### 高等学校
石川県立（5）
- 田鶴浜高等学校
- 七尾高等学校
- 七尾城北高等学校

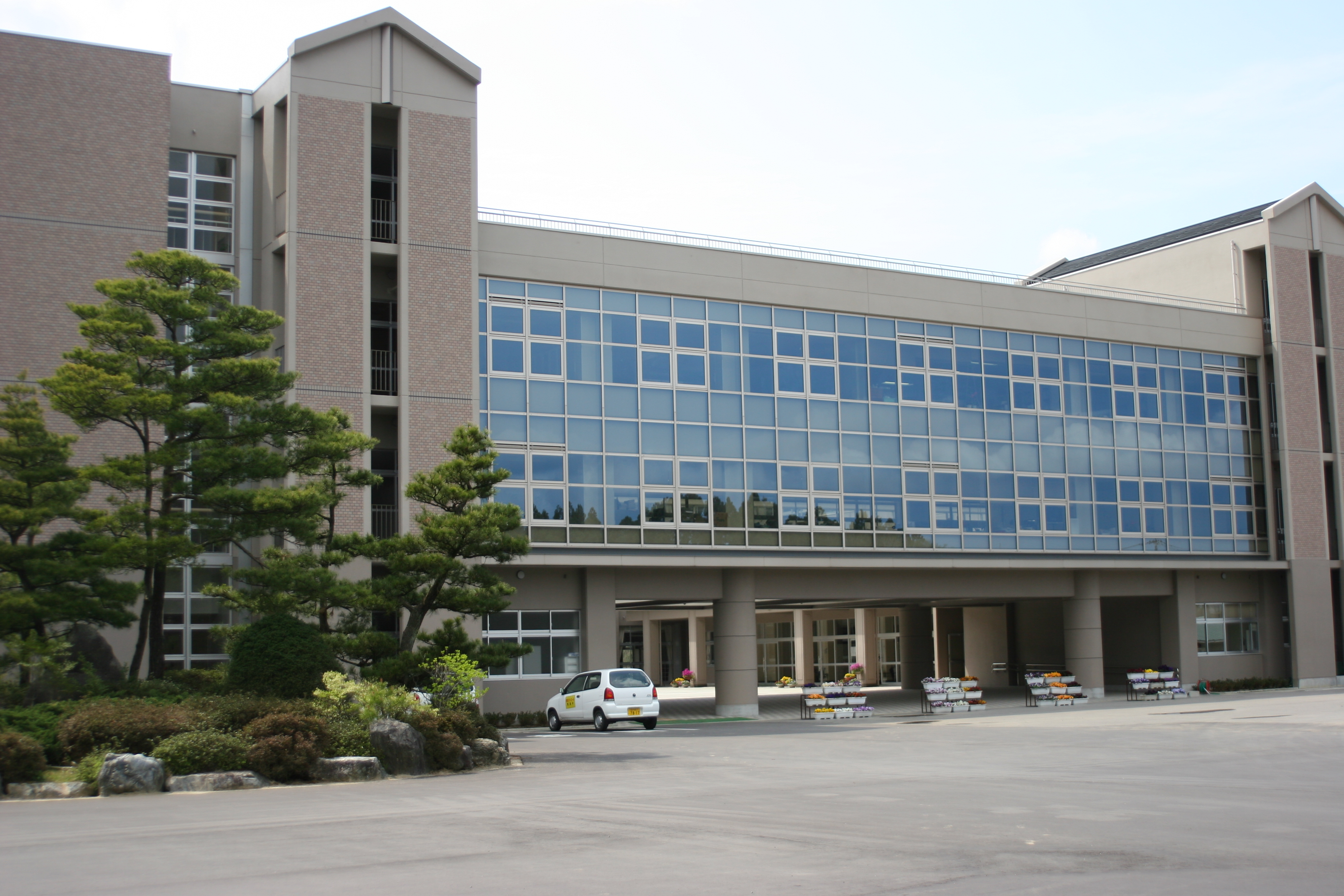
七尾東雲高等学校

- 七尾東雲高等学校（旧・七尾工業高等学校、七尾商業高等学校、七尾農業高等学校、中島高等学校）

私立（1）
- 鵬学園高等学校

### 中学校
七尾市立（4）
- 七尾中学校
（小丸山、朝日、田鶴浜）
- 七尾東部中学校
（山王、天神山、東湊）
- 能登香島中学校
（石崎、和倉、能登島）
- 中島中学校
（中島）

### 小学校
七尾市立（10）
- 小丸山小学校
（御祓、西湊）
- 山王小学校
（袖ヶ江、矢田郷の一部）
- 天神山小学校
（矢田郷）
- 東湊小学校
（東湊、北大呑、崎山、南大呑）

- 石崎小学校
（石崎）
- 和倉小学校
（和倉）
- 朝日小学校
（徳田、高階）

- 田鶴浜小学校
（端、田鶴浜、赤蔵、相馬、金ヶ崎）
- 中島小学校
（西岸、釶打、熊木、中島、豊川、笠師保）
- 能登島小学校
（野崎、鰀目、向田、西部）

### 特別支援学校
石川県立（1）
- 七尾特別支援学校

### 専修学校
私立（3）
- 国際医療福祉専門学校七尾校
- 七尾看護専門学校
- 七尾服飾専門学校

### 短期大学
- 七尾短期大学（2004年（平成16年）3月廃止）

### 学校教育以外の施設

#### スポーツ施設
- NGFオクイゴルフスクール
- スポーツ・ギャザー770
- 七尾コロサスキー場
- 七尾市健康増進センターアスロン
- 七尾市城山陸上競技場
- 七尾市城山水泳プール
- 七尾市城山体育館
- 七尾市小丸山テニスコート
- 七尾市小丸山ゲートボール場
- 七尾市愛宕山相撲場
- 七尾市二枚田運動場
- 七尾市武道館
- 七尾市みなとふれあいスポーツセンター
- 七尾市田鶴浜体育館
- 七尾市田鶴浜テニスコート
- 七尾市田鶴浜室内ゲートボール場
- 七尾市田鶴浜多目的グラウンド
- 七尾市田鶴浜武道館
- 七尾市中島体育館
- 七尾市中島武道場
- 七尾市中島野球場
- 七尾市中島相撲場
- 七尾市中島集いの広場
- 七尾市能登島武道館立野
- 七尾市B＆G海洋センター
- 七尾城山運動公園
- 七尾城山野球場
- 七尾総合市民体育館
- 能登島ゴルフアンドカントリークラブ
- BIG-Sななお
- ミナクル70
- 和倉ゴルフ倶楽部

#### 生涯学習施設
- サンビーム日和ヶ丘
- 七尾サンライフプラザ
- 七尾市能登島生涯学習総合センター
- フォーラム七尾
- 七尾市中島文化センター

#### 職業訓練
石川県立（1）
- 石川県立七尾産業技術専門校（職業能力開発促進法に基づく職業能力開発校）

#### 自動車教習所
指定自動車教習所（2）
- 七尾自動車学校
- 能登中央自動車学校

## 交通

### 鉄道
- 西日本旅客鉄道 （JR西日本）七尾線
徳田駅 - 七尾駅 - 和倉温泉駅
- のと鉄道七尾線
七尾駅 - 和倉温泉駅 - 田鶴浜駅 - 笠師保駅 - 能登中島駅 - 西岸駅
- 中心となる駅：七尾駅

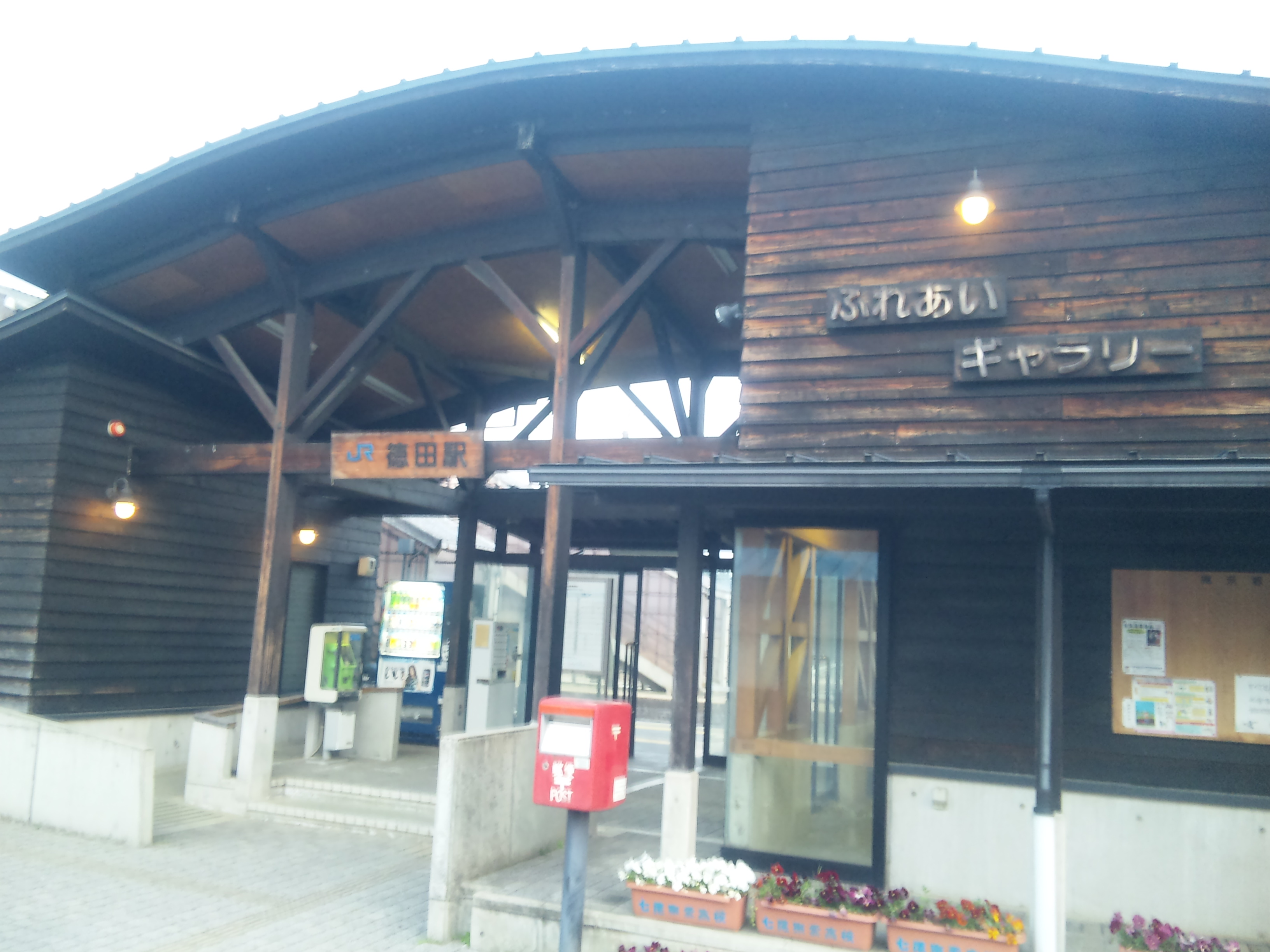
徳田駅
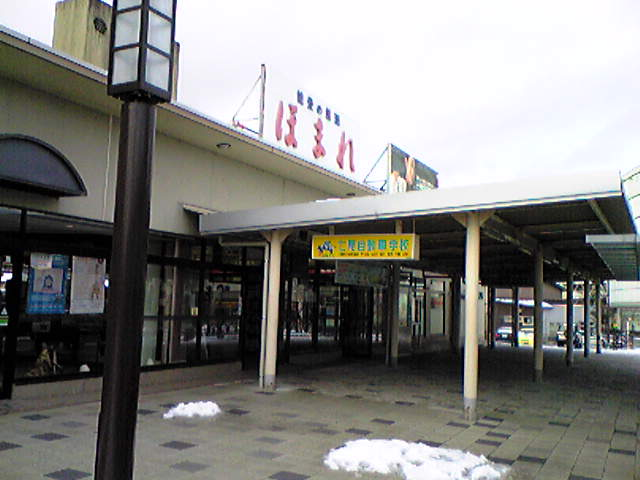
七尾駅
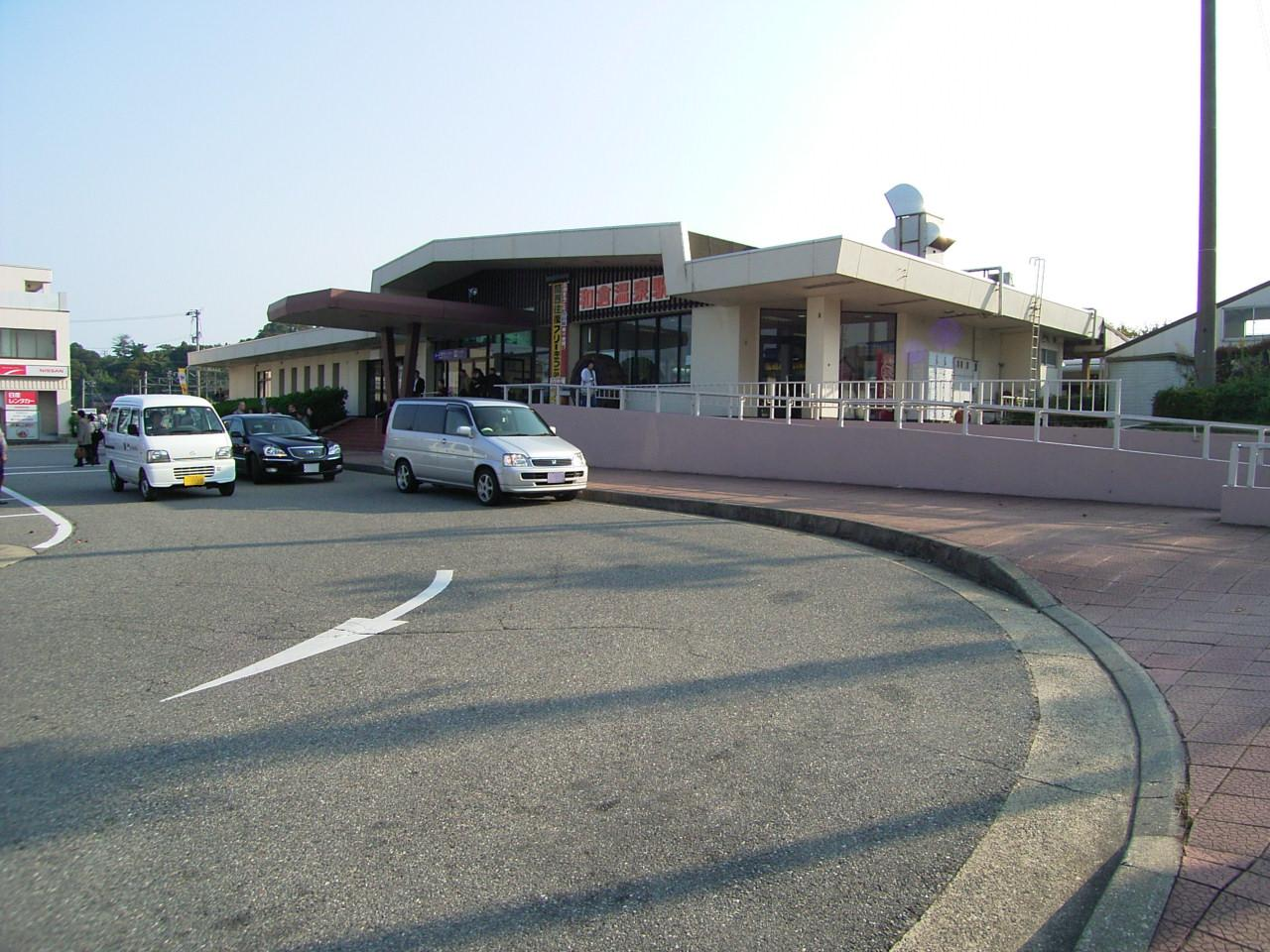
和倉温泉駅
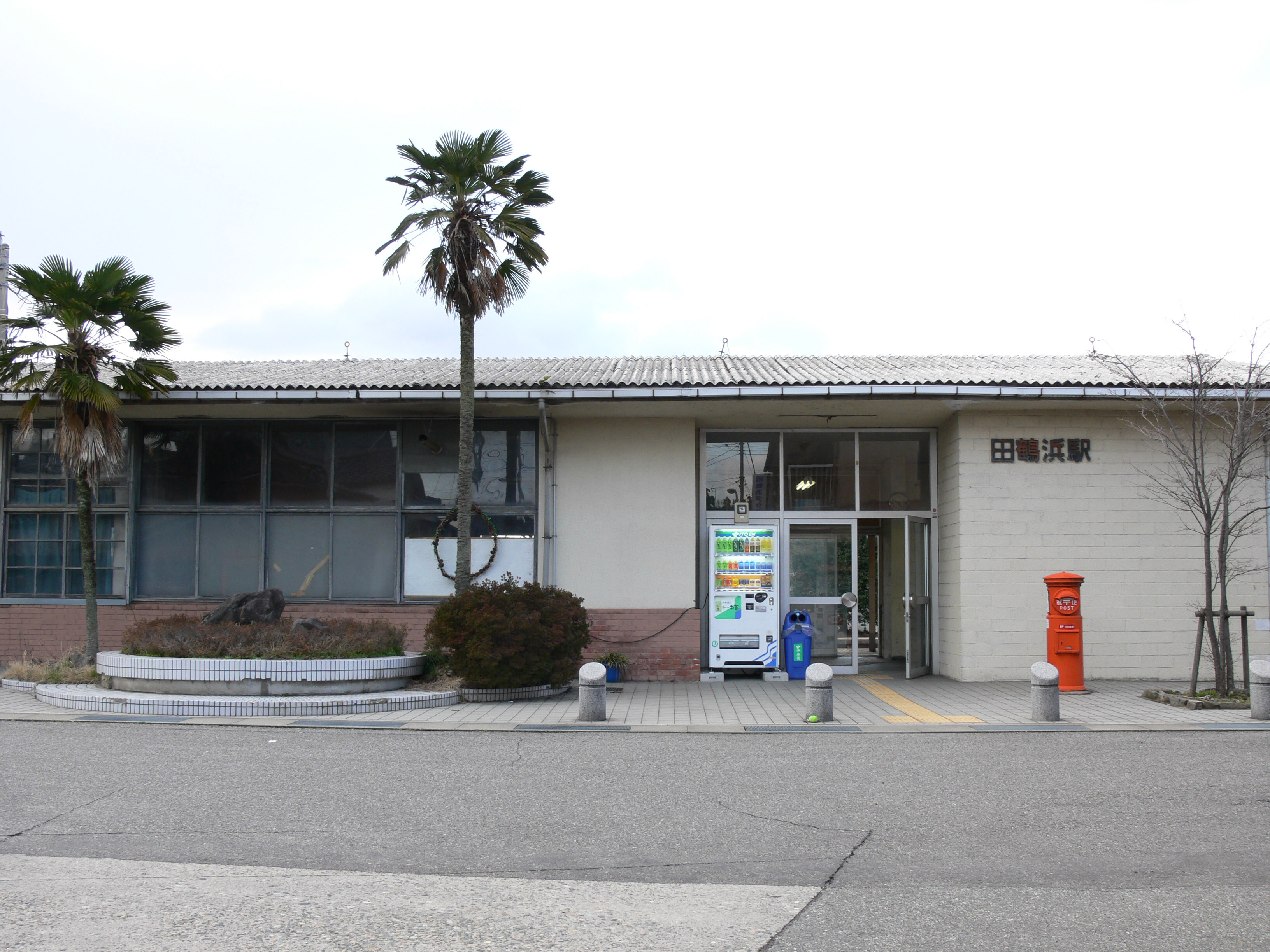
田鶴浜駅
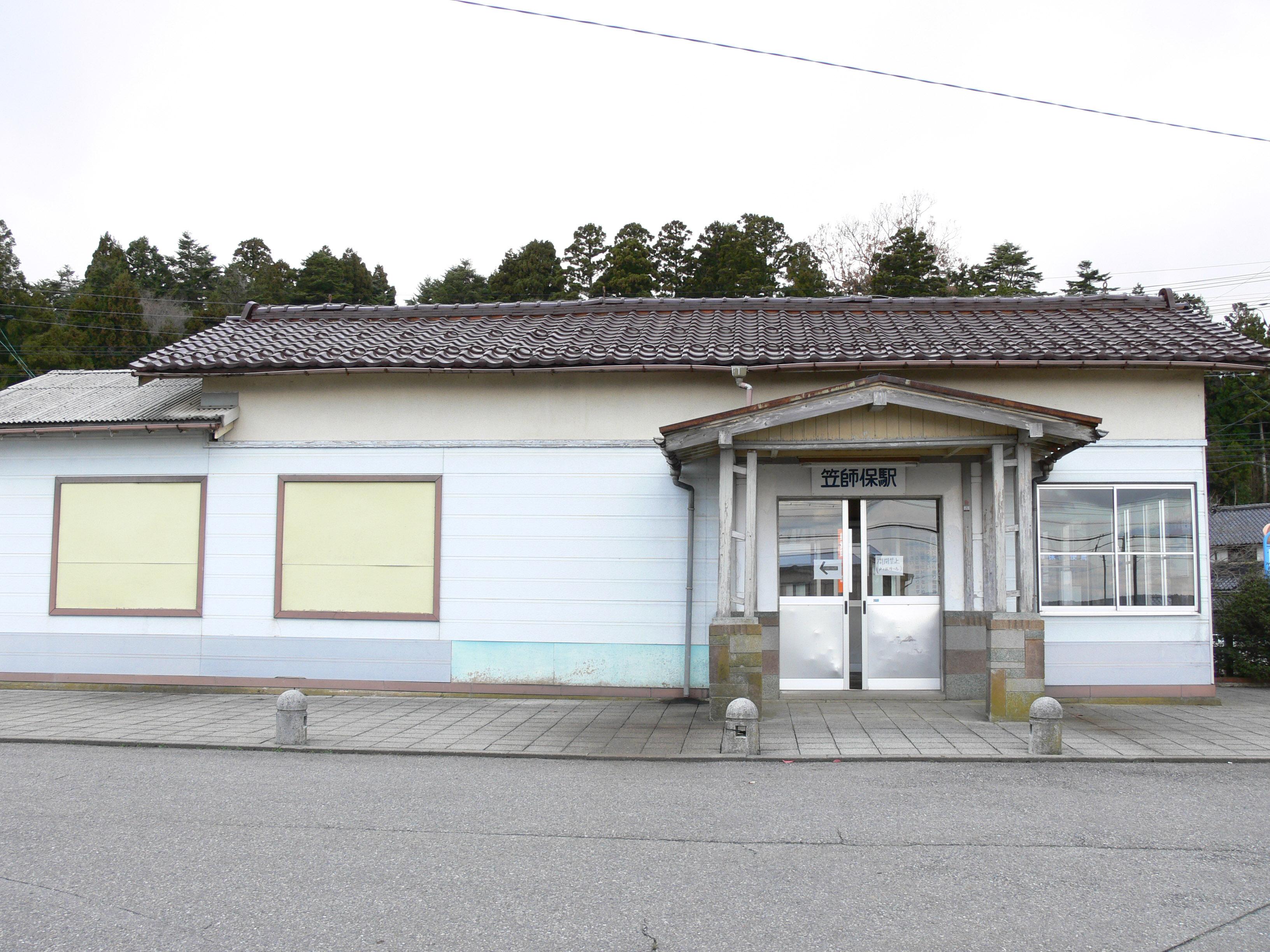
笠師保駅
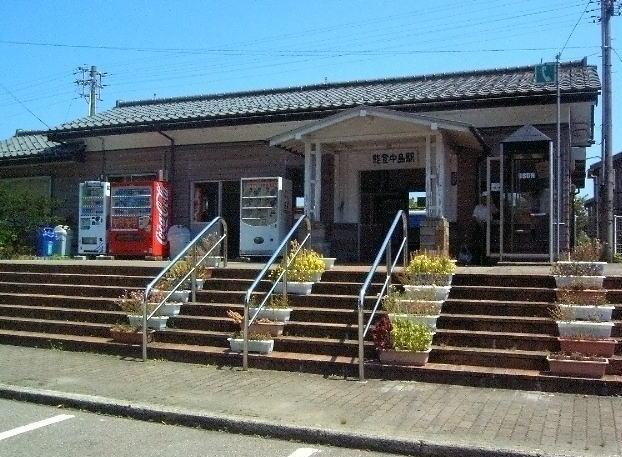
能登中島駅
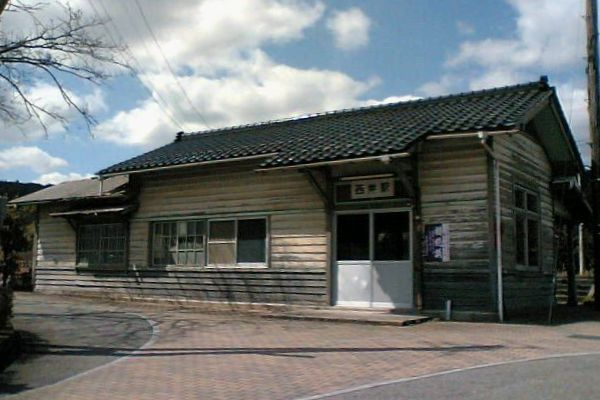
西岸駅

### 道路

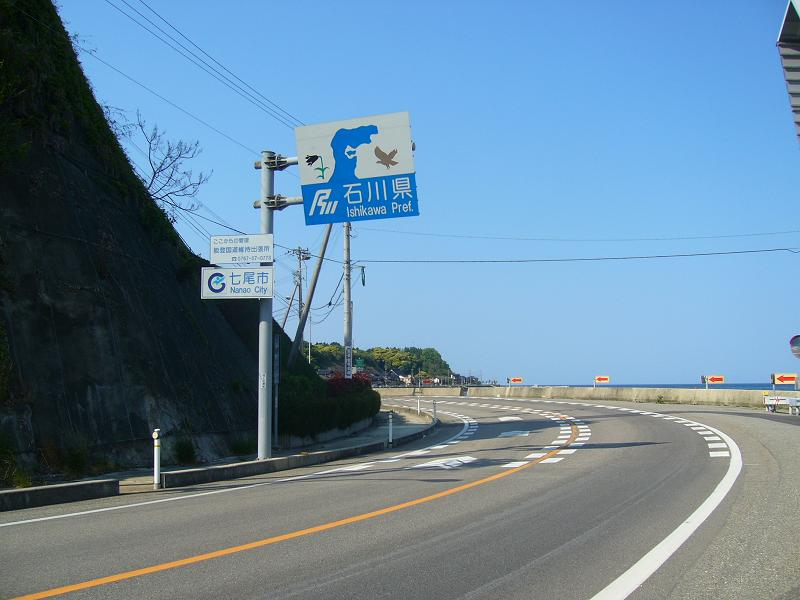
国道160号線（富山県境）

#### 自動車専用道路
- 能越自動車道
  - 田鶴浜IC - 徳田大津JCT
  - 七尾IC - 七尾城山IC - 七尾大泊IC
- のと里山海道
  - 徳田大津JCT - 徳田大津IC - 横田IC

#### 一般国道
市内の川原町交差点は、国道159号（ - 終点・金沢市）、国道160号（ - 終点・高岡市）、国道249号（ - 輪島市 - 終点・金沢市）が集まる3国道の起点となっている。
- 国道159号
- 国道160号
- 国道249号
  - 藤橋バイパス、七尾田鶴浜バイパス

#### 主要地方道
- 石川県道1号七尾輪島線
- 石川県道2号七尾羽咋線
- 石川県道3号田鶴浜堀松線
- 富山県道・石川県道18号氷見田鶴浜線
- 石川県道23号富来中島線
- 石川県道46号志賀田鶴浜線
- 石川県道47号七尾能登島公園線
- 石川県道48号福浦港中島線
- 石川県道60号金沢田鶴浜線

#### 一般県道
- 石川県道116号末吉七尾線
- 石川県道131号徳田停車場線
- 石川県道132号七尾港線
- 石川県道133号石崎港線
- 石川県道177号城山線
- 石川県道192号河内藤瀬線
- 石川県道244号七尾鹿島羽咋線
- 石川県道245号花園藤野線
- 石川県道246号庵鵜浦大田新線
- 石川県道248号和倉和倉停車場線

- 石川県道249号池崎徳田線
- 石川県道253号豊田笠師保停車場線
- 石川県道254号土川浜田線
- 石川県道255号長浦中島線
- 石川県道256号長浦小牧線
- 石川県道257号田尻祖母浦半浦線
- 石川県道258号野崎向田線
- 石川県道289号百海七尾線
- 石川県道298号七尾鳥屋線

#### 道の駅
- いおり
- なかじまロマン峠
- のとじま
- 能登食祭市場

#### バス

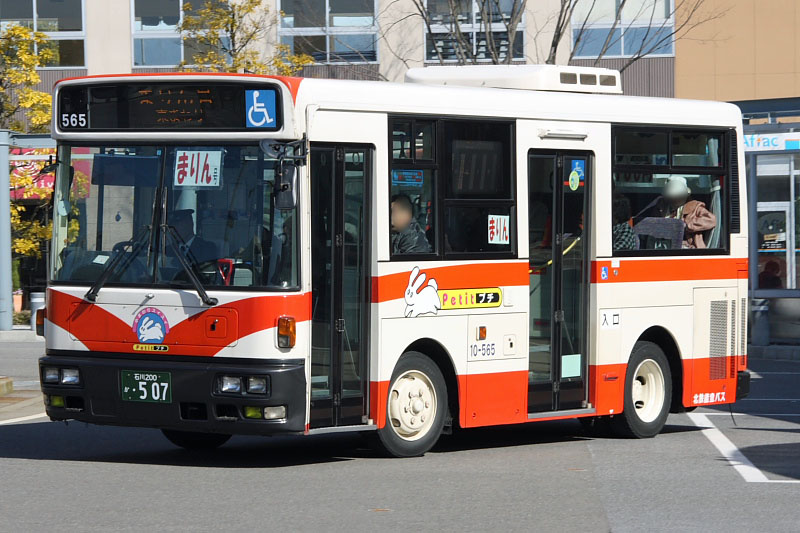
コミュニティバス（まりん号）

バス会社
- 田鶴浜交通
- 能登島交通
- 北鉄能登バス
- 丸一観光

コミュニティバス
- まりん号
- やまびこ号
- ぐるっと7
- 中島げんきバス
- 田鶴浜コミュニティバス
- 能登島コミュニティバス

バスターミナル
- 七尾駅前バスターミナル
- 和倉温泉バスターミナル

#### タクシー
- 石川交通
- 石和タクシー
- 田鶴浜交通
- 中島タクシー
- マリン交通（丸一タクシー）
- 港観光タクシー

### 港湾

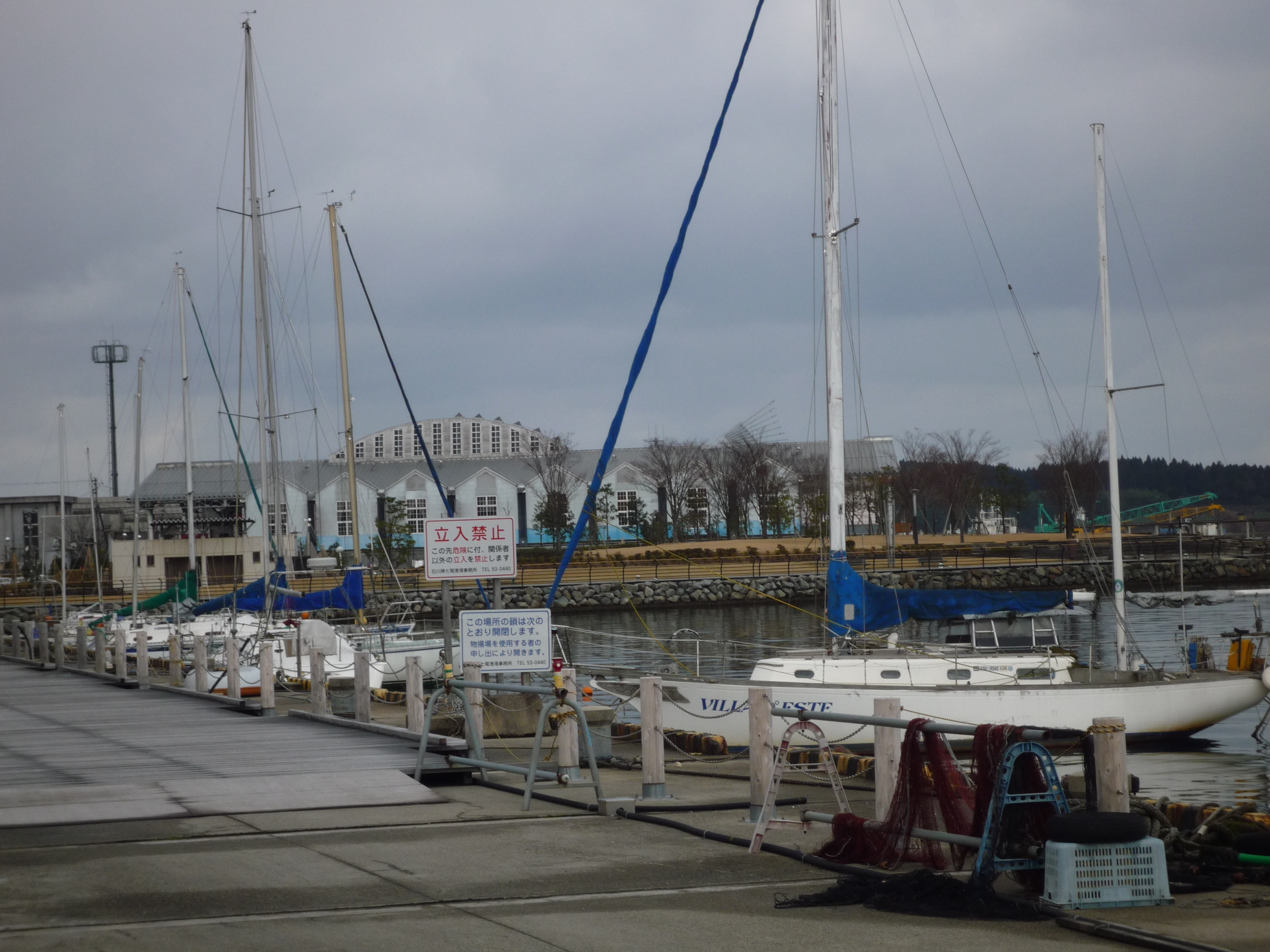
七尾港

#### 重要港湾
- 七尾港

#### 地方港湾
- 和倉港
- 半ノ浦港

#### 漁港
- 庵漁港（いおり、1種）
- 石崎漁港（いしざき、2種）
- 鵜浦漁港（うのうら、1種）
- 江泊漁港（えのとまり、1種）
- 黒崎漁港（くろさき、1種）
- 佐々波漁港（さざなみ）
  - 上佐々波漁港（かみさざなみ、1種）
  - 下佐々波漁港（しもさざなみ、2種）
- 東浜漁港（とうのはま、1種）
- 百海漁港（どうみ、1種）
- 三室漁港（みむろ、1種）

## 産業

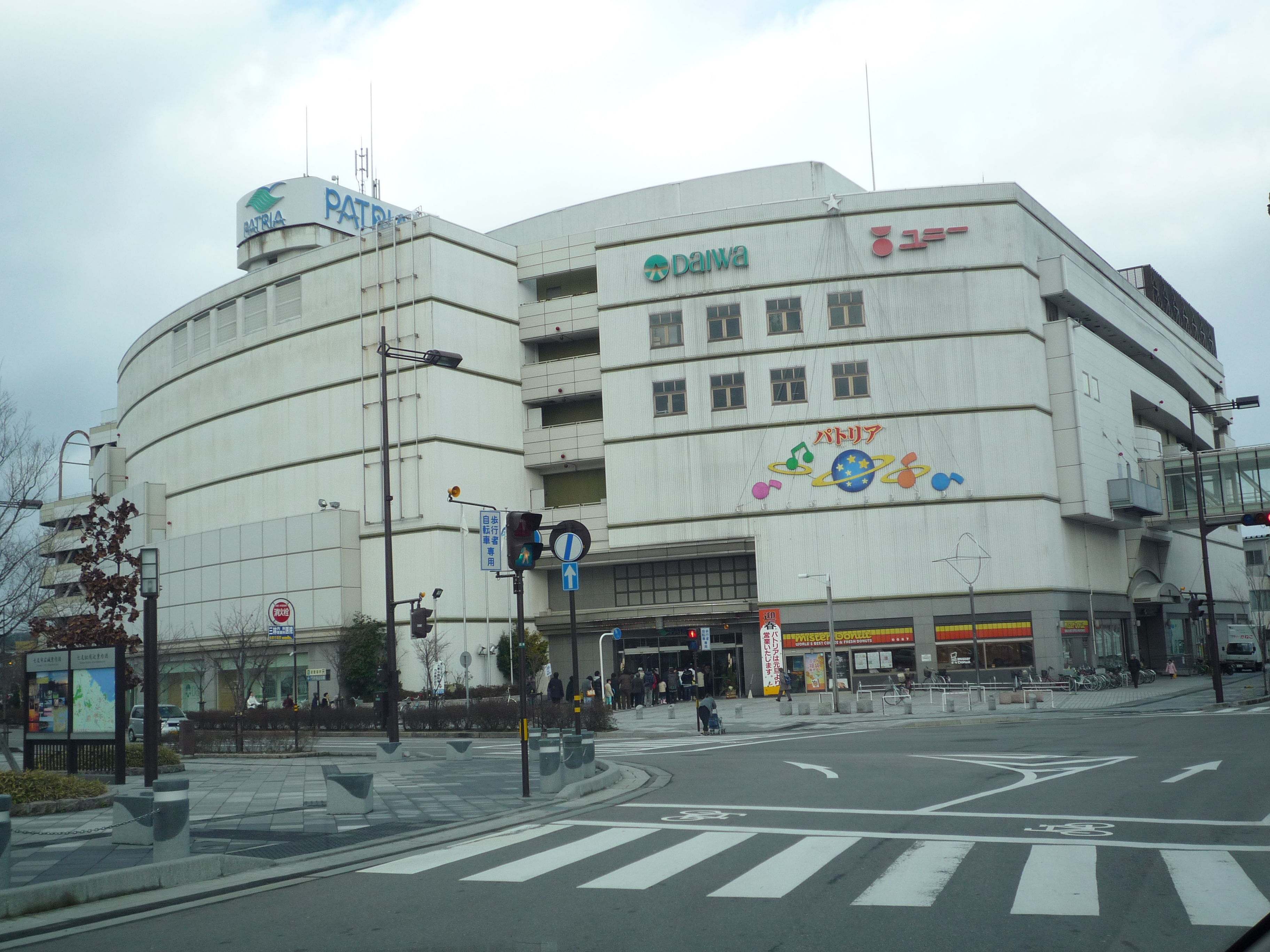
パトリア

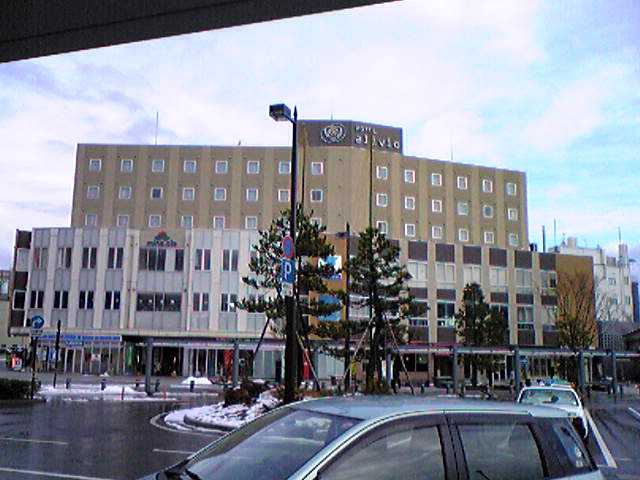
ミナ.クル

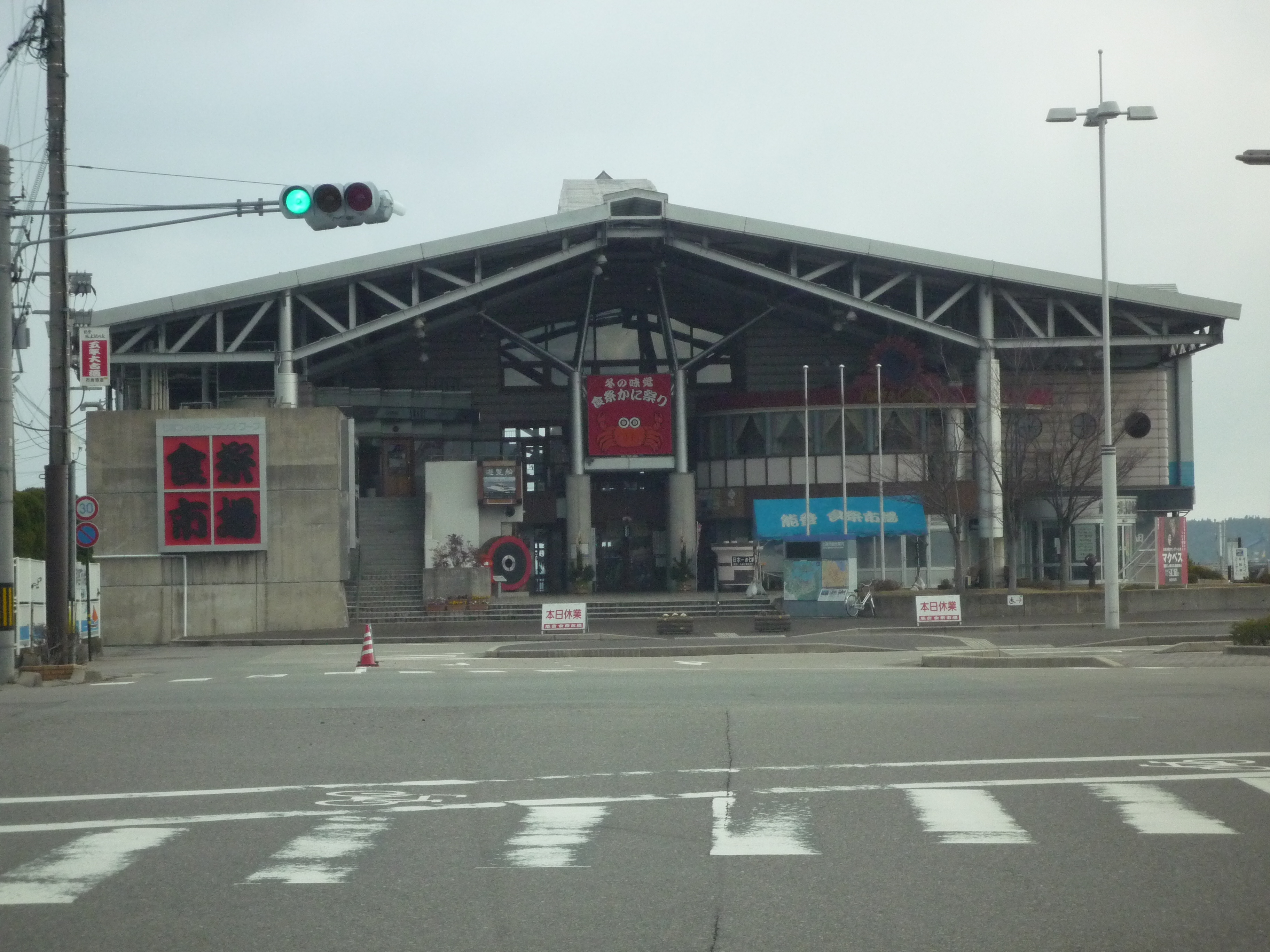
能登食祭市場

- 産業人口
  - 一次産業 6.0%
  - 二次産業 25.3%
  - 三次産業 68.7%

（平成27年国勢調査）

### 農林水産業
水産加工業
- スギヨ

農業
- 株式会社バイテックファーム七尾

### 工業
製造業
- ワクラ村田製作所
- イソライト工業七尾工場
- ピーエス三菱七尾工場
- ダンボールワン

エネルギー
- LPG： 国家備蓄七尾基地
- 火力発電所： 七尾大田火力発電所
  - 明治・大正時代には町内に電力会社があった（七尾電気、後の能登電気）

### 商業・その他
- 加賀屋（旅館業）
- のと楽（旅館業）
- 多田屋_(旅館)（旅館業）
- みそまんじゅう本舗・竹内（食品業）※味噌饅頭
- どんたく（小売業）※スーパーマーケットチェーン

商業施設
- アスティ
- ナッピィモール
- 七尾市公設地方卸売市場
- 能登食祭市場
- パトリア
- ベイモール
- ミナ.クル

### 金融
- のと共栄信用金庫

## マスコミ
新聞
- 北國新聞七尾支社
- 北陸中日新聞七尾支局

テレビ
- ケーブルテレビななお

ラジオ
- ラジオななお（コミュニティーＦＭ）

## 観光

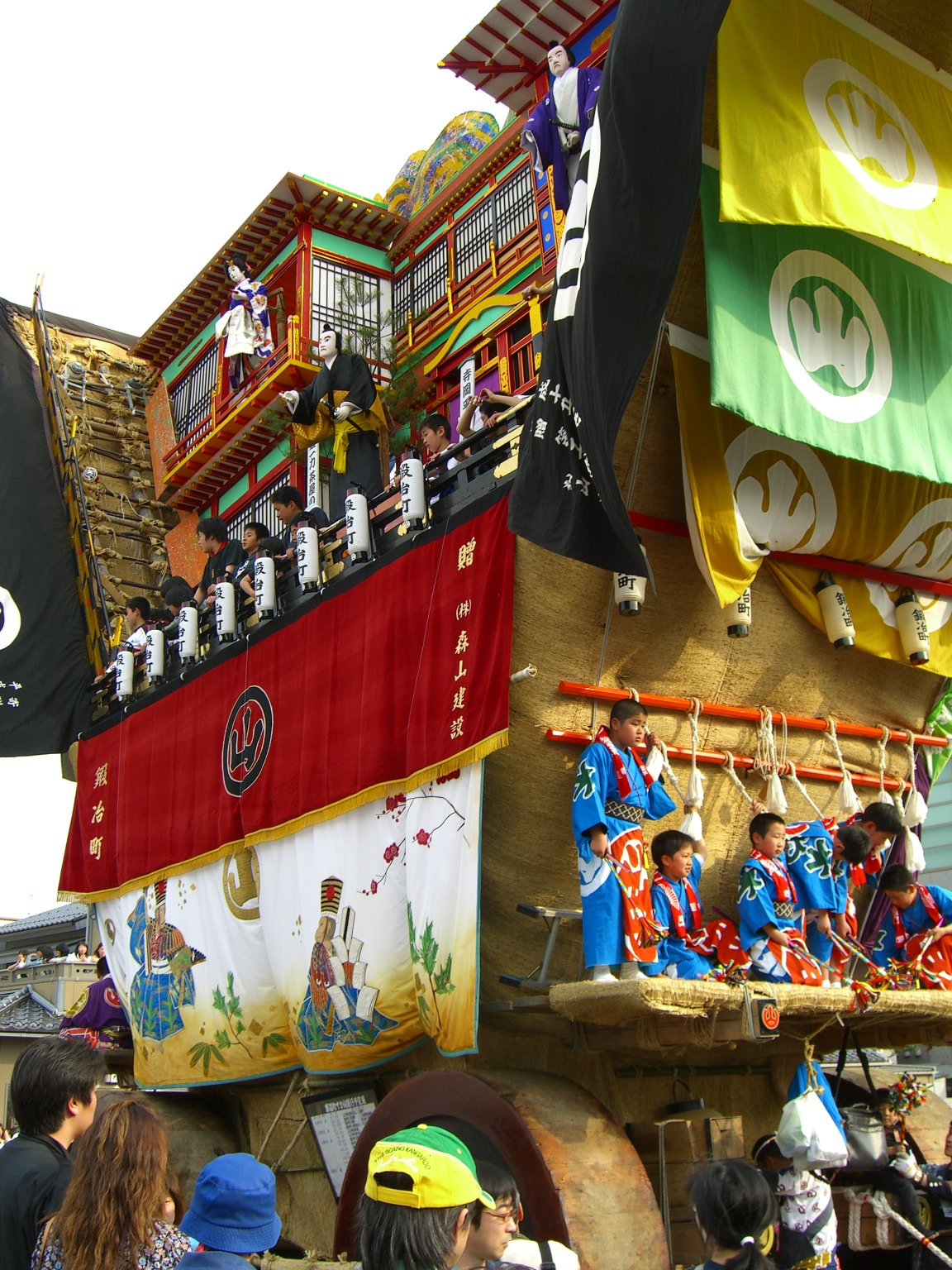
青柏祭のでか山（2006年5月5日撮影）

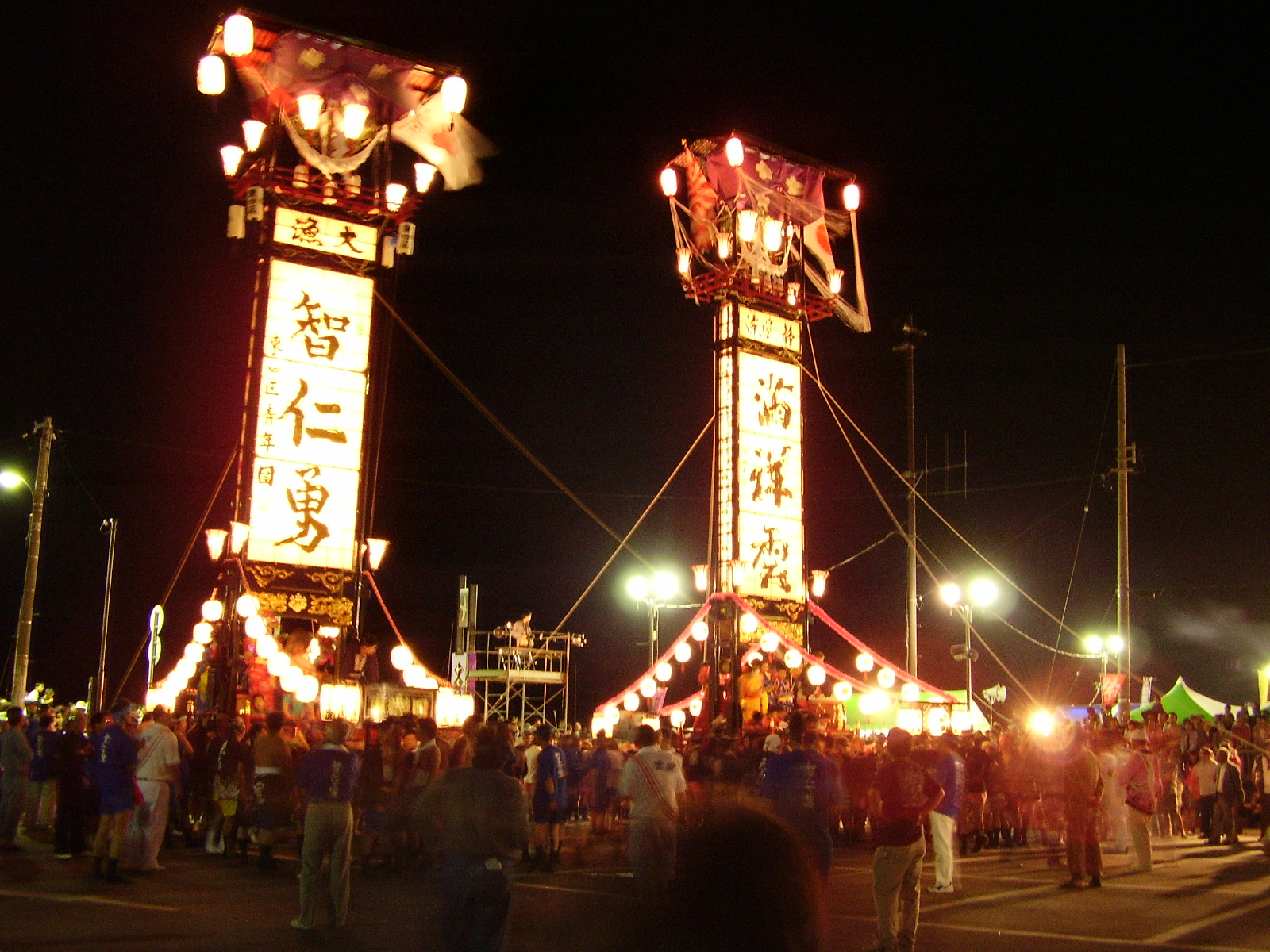
石崎奉燈祭

### 祭り・イベント
- 1月中旬 - 和倉温泉冬花火
- 3月下旬 - 平国祭（おいで祭り）
- 4月10日に近い日曜日 - 三引獅子舞（みびきししまい）
- ４月第２土日ｰちょんこ山祭り
- 4月第4土曜日 - 住吉大祭（すみよしたいさい）
- 5月3日～5日 - 青柏祭（せいはくさい）
- 7月下旬 - モントレー・ジャズフェスティバル・イン・能登
- 7月下旬 - なごしの祭り
- 7月第1土曜日 - 互市祭
- 7月第2土曜日 - 七尾祇園祭（ななおぎおんまつり）
- 7月第4土曜日 - 塩津かがり火恋祭（塩津納涼祭）（しおつかがりびこいまつり）
- 7月19日・20日 - 七尾港まつり（能登よさこい祭り が開催される）
- 7月30日 - 向田の火祭（こうだのひまつり）[11]
- 8月初旬 - 和倉温泉夏花火
- 8月第1土曜日 - 石崎奉燈祭（いっさきほうとうさい）
- 8月14日 - 新宮納涼祭（しんぐうのうりょうさい）
- 8月27日 - 日室の鎌祭り（ひむろのかままつり）
- 9月初旬 - YOSAKOIソーラン日本海のと会場
- 9月第3日曜日 - 七尾城まつり
- 9月20日 - お熊甲祭(おくまかぶとまつり)
- 11月初旬 - 七尾秋の大市（おとき市）
- 12月中旬 - 鵜祭り（うまつり）

### 温泉

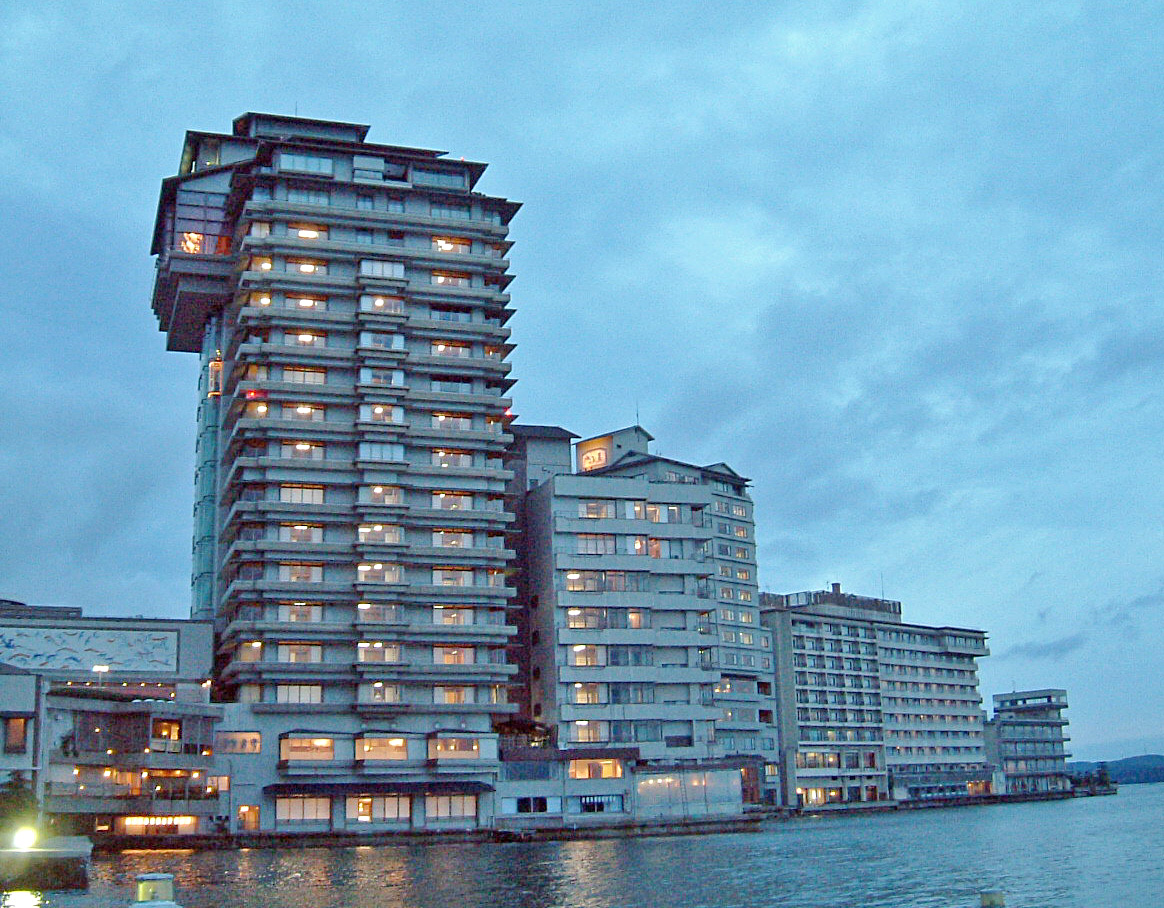
加賀屋（和倉温泉）

- 赤浦温泉
- 赤崎温泉
- 湯川温泉
- 和倉温泉

### 文化
- 石川県能登島ガラス美術館
- 石川県七尾美術館
- 須曽蝦夷穴古墳（七尾市蝦夷穴歴史センター）
- 上町マンダラ古墳群
- 矢田古墳群
- 懐古館
- 小丸山城址
- 中島お祭り資料館・お祭り伝承館
- 七尾市文化財資料展示館
- 七尾市立図書館（中央、本府中、田鶴浜、中島）
- 七尾城址（国史跡、七尾城史資料館）
- 能登演劇堂
- 能登国分寺公園（能登国分寺展示館）
- 能登島伝承の館
- 三室まどがけ古墳群
- 明治の館（室木家住宅）
- 山の寺寺院群
- 七尾軍艦所跡

### 娯楽

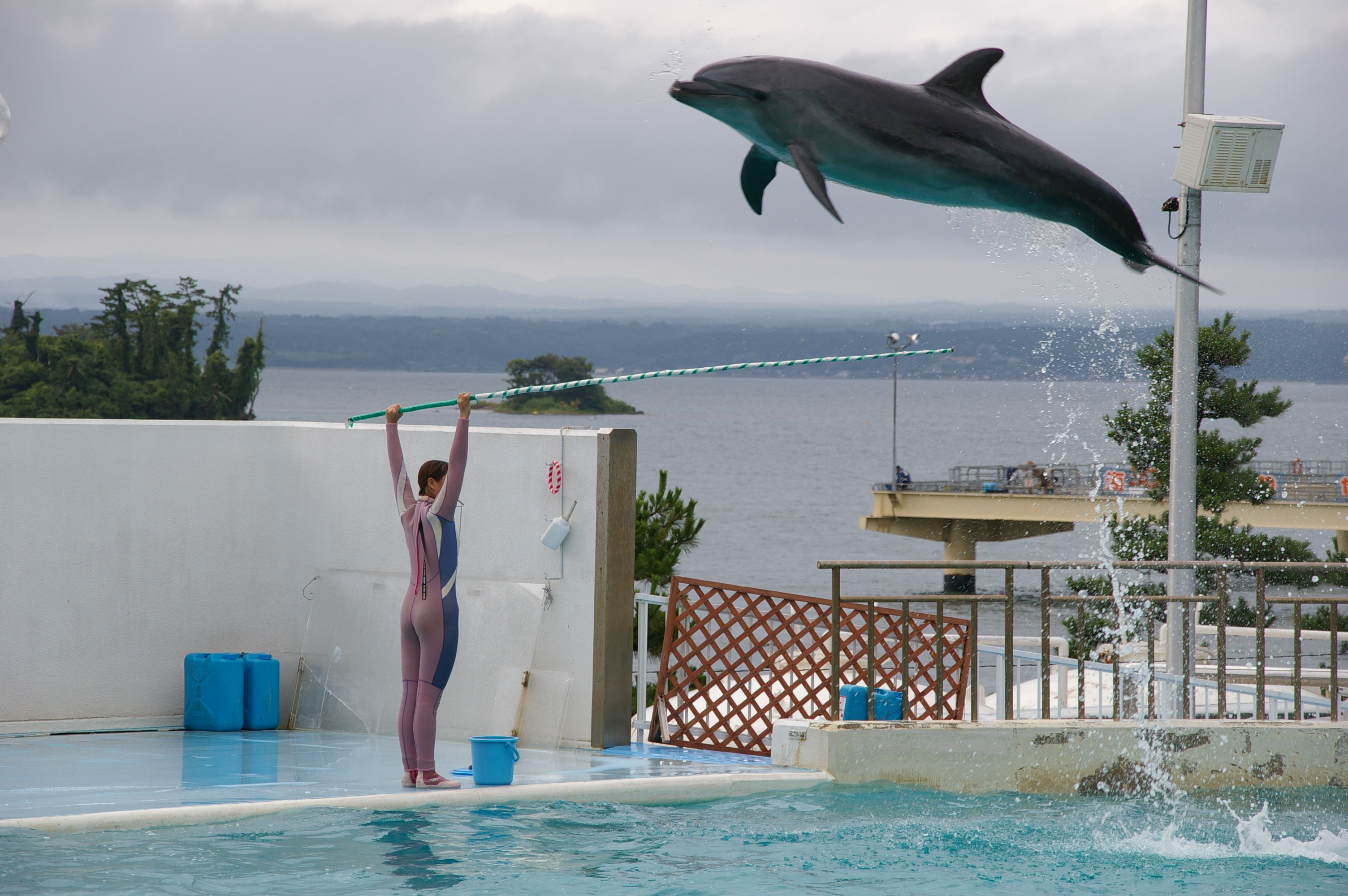
のとじま臨海公園水族館

- いいPARK七尾多目的広場
- 庵海水浴場
- 鵜浦海水浴場
- 家族旅行村Weランド
- 勝尾崎野営キャンプ場
- 塩津海水浴場
- そわじ浦海水浴場
- 七尾コロサスキー場
- 七尾マリンパーク
- のとじま臨海公園水族館
- のと蘭ノ国
- 八ヶ崎海水浴場
- 松島オートキャンプ場
- マリンパーク海族公園
- 和倉温泉シーサイドパーク
- 和倉温泉多目的グラウンド
- 和倉昭和博物館とおもちゃ館

### 名産品
- 大豆飴（前田利常に献上したと伝えられる。水飴と大豆の粉を練り合わせ、焼きくるみを加えたもの）
- 七尾和ろうそく（かつては北前船に乗って九州や東北の各地にまで販売されていた）
- 七尾仏壇
- 海産物（このわた、昆布、もずく等）
- 中島菜
- 竹内の味噌まんじゅう
- 田鶴浜建具

## 七尾市を舞台とした作品

### 文学
- 山海評判記（泉鏡花）
- 流雲の賦（村上元三）
- 恋文の技術（森見登美彦）

### 漫画
- 君は放課後インソムニア（オジロマコト）

### アニメ・ライトノベル
- 花咲くいろは（のと鉄道西岸駅が「湯乃鷺駅」として登場）
- りゅうおうのおしごと!（加賀屋がヒロイン・雛鶴あいの実家「ひな鶴」として登場）
- 君は放課後インソムニア - 上記漫画作品のアニメ化作品。2023年、池田ユウキ監督、ライデンフィルム制作、テレビ東京系列放送。

### 実写映画
- 君は放課後インソムニア - 上記漫画作品の実写映画化作品。2023年、池田千尋監督、UNITED PRODUCTIONS企画、ポニーキャニオン配給。

### ドキュメンタリー
- 新日本紀行「能登の火 〜石川県〜」（1970年8月24日、NHK）[11]

## 文献
- 『七尾市勢と商工案内』（七尾市、1952年3月）
- 『七尾市史』（七尾市史編纂専門委員会編、1968年 - 1974年）
- 『七尾市・鹿島郡明細区分図』（日本地政協会、1981年5月）
- 『国宝・松林図屏風 : 開館10周年・新七尾市誕生記念』（七尾美術館、2005年）
- 『能登七尾城・加賀金沢城 : 中世の城・まち・むら』（千田嘉博、矢田俊文編、新人物往来社、2006年3月、ISBN 4404032803）

## 著名な出身者
明治以前
- 畠山義総（能登国主）
- 長連龍（武将）
- 長谷川等伯（水墨絵師）
- 岩城清五郎（商人）

政治・官僚・軍人
- 大森玉木（衆議院議員）
- 瓦力（衆議院議員）
- 神野良（衆議院議員）
- 桑原豊（衆議院議員）
- 津田嘉一郎（衆議院議員）
- 戸部良祐（衆議院議員）
- 清水良策（官僚・実業家）
- 西田昭二（衆議院議員）
- 三井清一郎（陸軍軍人）
- 竹中博康（石川県副知事）

実業家
- 辻俊宏（実業家）
- 鵜浦博夫（実業家）
- 天井次夫（実業家）
- 小西史彦（実業家）
- 杉森務（実業家、ENEOSホールディングス会長、日本経団連副会長）

文化
- 彩花みん（漫画家）
- 宮下英樹（漫画家）
- 乃木坂太郎（漫画家）
- 近藤由紀子（芸術プロデューサー）
- 杉森久英（小説家・評論家）
- 藤澤清造（小説家・評論家）
- 平木国夫（小説家・評論家）
- 戸部新十郎（小説家）
- 髙橋龍也（シナリオライター）
- 横川巴人（作家）
- 茶谷霞畝（歌人）
- 高田博厚（彫刻家）
- 田治六郎（造園家）
- 金森俊朗（教育者）
- 北村義男（医学者）
- 湯本求真（漢方医学者）
- 坂本与市（昆虫学者）
- 深井人詩（書詩学者）
- 甲斐智美（女流棋士）

芸能
- 鳥木千鶴（朝日放送テレビ元アナウンサー）
- 久保亜希子（北陸朝日放送アナウンサー、元金沢ケーブルテレビネットアナウンサー）
- 平見夕紀（フリーアナウンサー）
- 平山貴人（フリーアナウンサー）
- 大河睦（宝塚女優）
- 五辻真吾（俳優）
- 藤敏也（俳優）
- 金沢景子（演歌歌手）
- 大根夕佳（歌手）
- 原田徳子（タレント）
- 落語家らぶ平（落語家）
- 勢登健雄（お笑い芸人、元ツィンテル）
- ヒューマン中村（お笑い芸人）

スポーツ
- 輪島大士（横綱・タレント）
- 輝大士（大相撲力士）
- 時葉山敏夫（大相撲力士）
- 栃乃洋泰一（大相撲力士）
- 七尾潟直右エ門（大相撲力士）
- 舛田山靖仁（大相撲力士）
- 角中勝也（プロ野球選手・千葉ロッテマリーンズ）
- 藤井優志（プロ野球選手）
- 森大輔（プロ野球選手）
- 山下英（プロ野球選手・石川ミリオンスターズ）
- 山本省吾（プロ野球選手・横浜DeNAベイスターズ）
- 浜井識安（空手家・経営コンサルタント）
- 森善十朗（元空手道選手・極真会館）
- 松平健太（卓球選手）
- 松平賢二（卓球選手）
- 前田和樹（バレーボール選手）
- 大森結城（バレリーナ）
- 大森重宜（宮司・ロス五輪日本代表）
- 赤穂さくら（バスケットボール選手）
- 赤穂ひまわり（バスケットボール選手）
- 赤穂雷太（バスケットボール選手）
- 坂本美樹（バスケットボール選手）
- 山本愛翔（プロボクサー）

その他
- 辻口博啓（パティシエ）

## 都市交流

### 姉妹都市
- 韓国 金泉市（慶尚北道）
- 中国 大連市金州区（遼寧省）
- ロシア ブラーツク市（イルクーツク州）
- アメリカ合衆国 モントレー市（カリフォルニア州）
- アメリカ合衆国 モーガンタウン（英語版）市（ケンタッキー州）

### 親善都市
- 丸亀市（香川県）

### 観光交流都市
- 飯山市 （長野県）